# Basilique Saint-Julien de Brioude
La basilique Saint-Julien de Brioude est une basilique dite de style roman auvergnat qui se dresse sur le territoire de la commune française de Brioude, dans le département de la Haute-Loire en région Auvergne-Rhône-Alpes. Elle est classée aux monuments historiques.

## Localisation
La basilique Saint-Julien est située dans la marge sud de l'ancien diocèse de Clermont, sur la commune de Brioude, dans le département français de la Haute-Loire.

## Historique

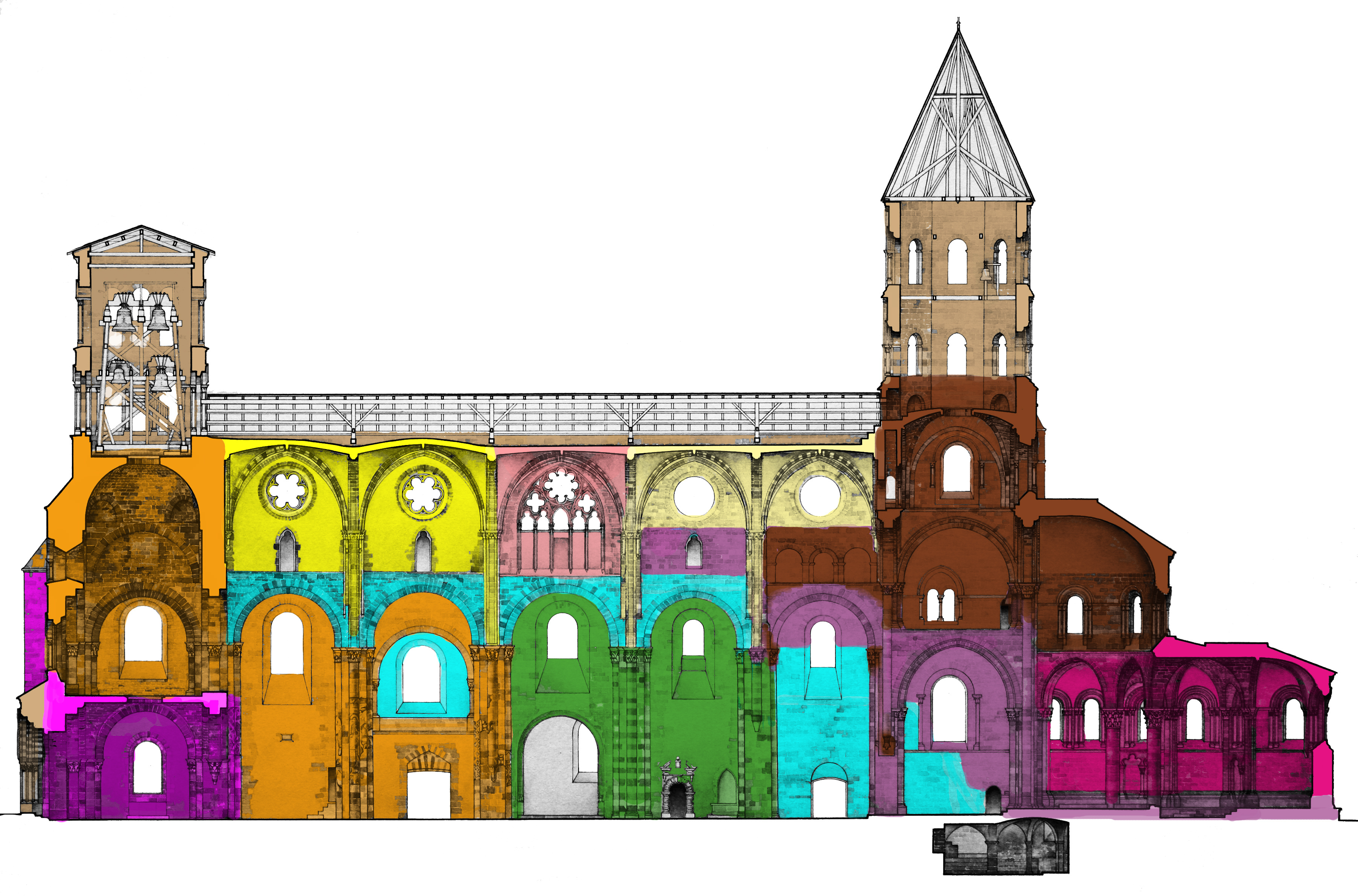
Chronologie du chantier (légende sur le plan) - F.V., la collégiale Saint-Julien de Brioude ..., 2014.

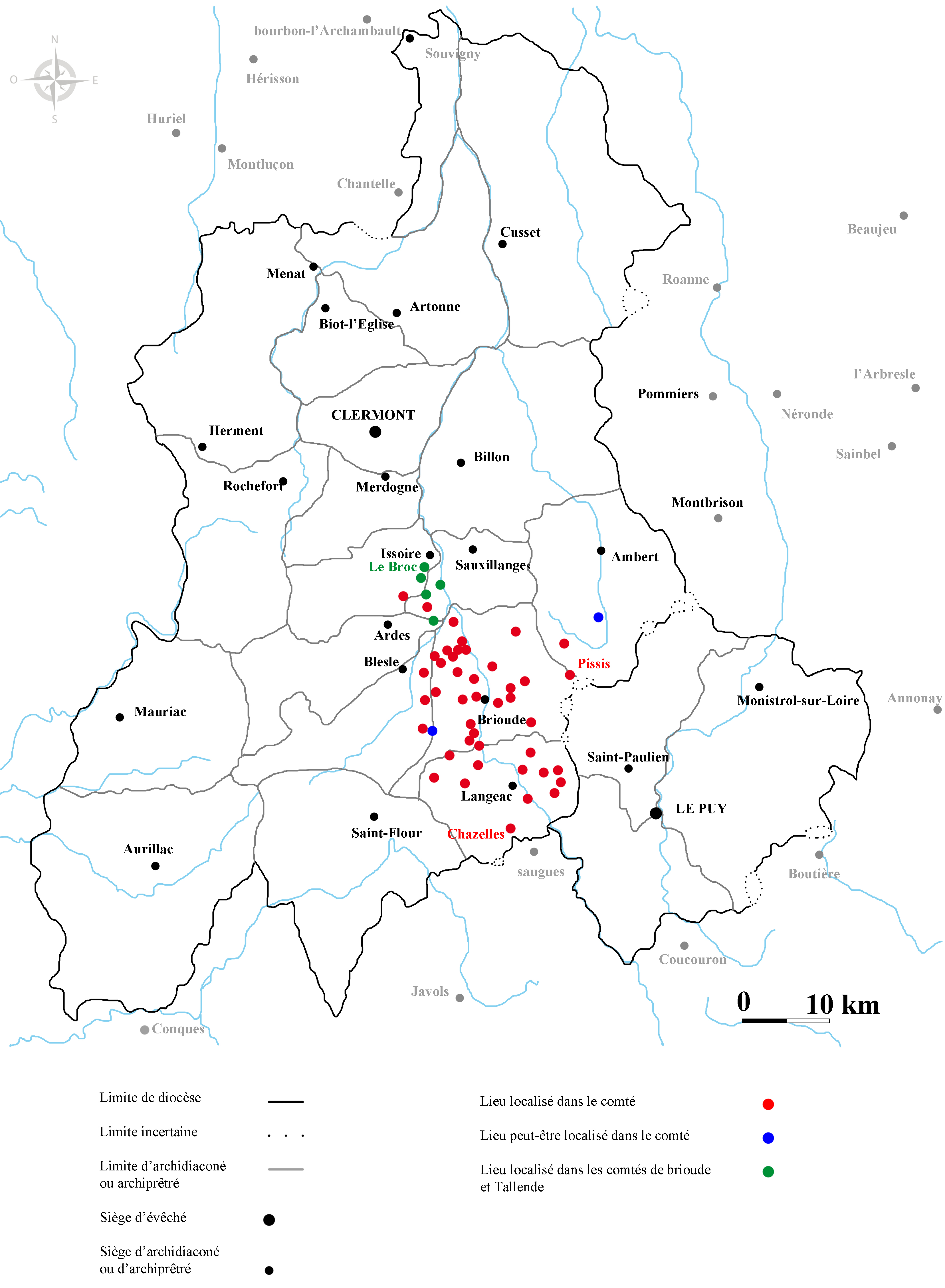
Comté de Brioude F.V., La collégiale Saint-Julien de Brioude..., 2014.

Le premier sanctuaire dédié à saint Julien remonte à la fin du IVe siècle. Il est construit sur l'emplacement du tombeau présumé du saint par une dame espagnole, en remerciement de l'accomplissement de son vœu. Grégoire de Tours rapporte que la renommée du saint se répand, attirant les pèlerins. Une première église est alors bâtie. Le duc Victorius, gouverneur wisigoth de l'Auvergne, l'orne de colonnes de marbre provenant de monuments antiques ; les restes de colonne cannelée qui se trouvent aujourd'hui dans la crypte en sont peut-être une partie. Un clergé se met en place pour célébrer le culte et accueillir les fidèles : Grégoire de Tours évoque dans ses écrits l'existence d'un monastère et des moines.
Cette église mérovingienne est peut-être détruite par un incendie. Une seconde construction, une église carolingienne bâtie aux VIIIe et IXe siècles lui succède, dont témoigne aujourd'hui la mosaïque du chœur. En 825, un édit lui confère une large autonomie et l'« immunité », c'est-à-dire l'exemption de taxes. Un acte de 874 évoque un chapitre de chanoines, fort de vingt-et-une maisons, à qui est confiée la garde du tombeau du saint. Le pape Formose (891) aurait accordé à celui-ci, après une visite, de ne relever que du Saint-Siège. À la faveur du déclin de l'empire carolingien, les Guilhelmides prennent possession de Brioude, dont ils deviennent les abbés : le duc Guillaume Ier d'Aquitaine, mort en 918, est ainsi inhumé auprès du tombeau de saint Julien.
Brioude passe ensuite aux mains des comtes de Gévaudan, puis des comtes d'Auvergne. Le chapitre de Saint-Julien compte alors en son sein les représentants des plus grandes familles d'Auvergne. Il accueille notamment Odilon de Cluny et Robert de Turlande, qui lui préfèrent, néanmoins, l'un l'abbaye de Cluny, l'autre la vie d'ermite, puis la fondation de l'Abbaye de La Chaise-Dieu. L'organisation vassalisée en Auvergne au milieu du XIIIe siècle révèle le visage du comté de Brioude.
La construction de l'église romane remonte au premier quart du XIIe siècle. Elle est favorisée par le développement de la ville de Brioude devenue un lieu de pèlerinage et une étape sur les chemins de saint Jacques de Compostelle, de Rome, et de Jérusalem. Une milice chargée de veiller sur le tombeau du saint aurait été créée, remplacé par un collège de chanoines.
Le chapitre cherche alors à s'affranchir de la tutelle des comtes d'Auvergne. Le pape Urbain II, venu prêcher la première croisade à Clermont en 1095, place Saint-Julien sous sa responsabilité directe. Son successeur, Pascal II, confirme le droit du chapitre à nommer son abbé et son prévôt. Le roi Louis VII affirme de même que le chapitre dépend de lui. Des dissensions se font jour à l'intérieur même du chapitre, reflet de la rivalité entre les familles de Mercœur et d'Auvergne. En 1223, après le rattachement de l'Auvergne au domaine royal, le chapitre rachète aux comtes d'Auvergne leurs droits féodaux sur Brioude. Le chapitre de Saint-Julien maintient sa mainmise sur Brioude jusqu'à la Révolution, qui voit sa suppression. L'église, réaffectée à l'usage de la paroisse en 1794, voit l'un de ses clochers abattus et l'autre décapité.
En 1837, Prosper Mérimée visite Saint-Julien et le décrit comme une « église byzantine d'un grand caractère, qui malgré tout ce qu'elle a souffert, peut être encore rangée parmi les édifices les plus remarquables que compte l'Auvergne. » Il obtient son classement au titre des monuments historiques par liste de 1840. La restauration de l'église est confiée à l'architecte diocésain Aymon Mallay, qui mène les travaux en s'inspirant des autres grands édifices romans auvergnats, gommant au passage les disparités originelles de style dues à une construction assez longue. L'architecte dirige notamment la restauration des peintures murales de la chapelle Saint-Michel (1851), celle des portes romanes (1857–1858), de la façade ouest (1862–1863) ou encore de la tour, avec la reconstruction des deux étages et la construction d'un clocher à tuiles plates vernissées (1862–1864).
Enfin, l'église est érigée en basilique mineure par Pie XII le 26 avril 1957.

## Le Chapitre Saint-Julien-de-Brioude

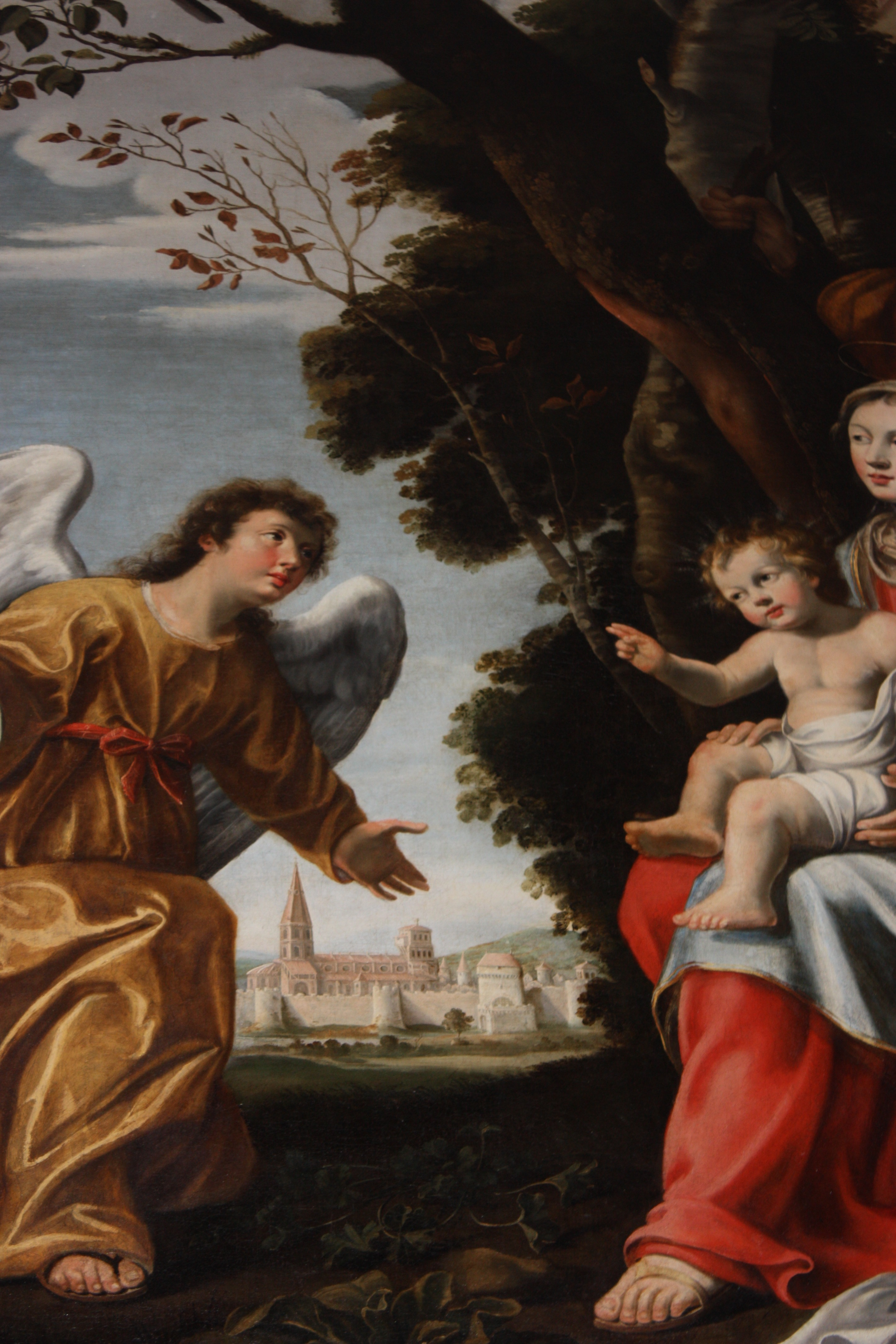
Vœu de Brioude représentant la basilique au XVIIe siècle.

Le chapitre de Brioude est révélateur des enjeux de pouvoirs en Brivadois et en Basse-Auvergne,,.
Il y avait à Brioude un chapitre noble dont les membres, qui devaient prouver leur appartenance à la plus ancienne noblesse d'Auvergne, portaient comme ceux de Lyon, le titre de chanoine-comte. Le titre de comte était porté par le chapitre et non à titre individuel. Il a été donné au chapitre relativement tardivement.
Le chapitre était constitué de quarante chanoines et quarante clercs de divers grades : chantres, clercs de chœur, enfants de chœur… La liste des dignitaires a été analysée récemment. Les chanoines de Brioude portaient des fourrures en lapin pour assurer les offices en hiver. Les coiffes des chanoines étaient faites sur le modèle des coiffes des églises parisiennes et sans queue. Les chanoines portaient des coiffes noires. Au XIVe siècle, ils portaient également la tonsure en rond avec seulement les oreilles couvertes. Comme au Puy, il existe à Brioude des chabiscots et des verges, c'est-à-dire des clercs portant un bâton en tête de cortège.
La basilique était également pourvue d'un grand jubé surmonté d'une croix comme à la Chaise-Dieu. Les murs du chœur étaient agrémentés de tapisseries représentant la vie et le martyre de Julien de Brioude. Les chanoines vivaient dans des hôtels particuliers. Les archives révèlent la vie des chanoines. Au XVIIe siècle, ils possédaient jardins, domestiques, calèches et ustensiles de cuisine en cuivre.
Plusieurs auteurs ont révélé les particularités du chapitre de Brioude. Les chanoines ont été touchés par la dite réforme grégorienne : on peut en retracer la genèse.

### Liturgie de Brioude
On connaît la liturgie des chanoines de Brioude grâce à plusieurs études. La liturgie est tout autant une affaire de rite que de société. Michel Huglo avait déjà parlé de la liturgie de Brioude, l'étude de Thomas d'Hour est venue compléter le dossier pour la période moderne. En 2014, l'analyse des livres liturgiques de Brioude depuis le XIIe jusqu'au XVIIIe siècle a révélé de nouvelles données.
Il existait des missels de Brioude et aussi un rituel du XVe siècle que les chanoines utilisaient encore partiellement au XVIIIe siècle. Deux traditions liturgiques existaient en Auvergne : Clermont et Le Puy. Les chanoines composaient leur propre liturgie sur le modèle de plusieurs bréviaires. Les chanoines de Brioude avaient composé des bréviaires adaptés à leurs rituels. Pratiquement pour chaque siècle, ils adaptaient leurs textes aux nouveautés. Ils ajoutaient ainsi de nouveaux saints ou faisaient ressortir d'anciens saints afin de les célébrer avec plus de vigueur. Ils valorisaient ainsi les saints locaux dont ils possédaient les reliques, comme sainte Bonnette ou sainte Florine.
Les chapelains célébraient les messes votives sur les autels de la collégiale. Des messes basses étaient célébrées dans les chapelles rayonnantes, dans les porches et dans la nef sur des autels secondaires. Pour la prise de prébende d'un nouveau chanoine, on entrait par le porche nord. Ensuite, le chanoine était guidé jusqu'au chœur. Les chanoines devaient se raser la barbe avant les grandes fêtes. Pendant certaines cérémonies des chanoines ou des enfants de chœur se déplaçaient dans l'édifice pour chanter et pour répondre aux antiennes du chœur. L'édifice était ouvert à la visite des pèlerins. Les pèlerins entraient par les portes du transept. Ils pouvaient voir les reliques de Julien à travers des fenêtres. Les chanoines célébraient la fête du Saint-Sépulcre le 4 mars. Cette fête célébrait la prise de Jérusalem et la délivrance du Saint-Sépulcre. La liturgie brivadoise était également proche de la liturgie du Puy. On célébrait particulièrement les anges et saint Michel.

## Description
Dédiée à saint Julien de Brioude, qui y aurait été martyrisé en 304, l'ancienne collégiale est la plus vaste église romane d'Auvergne, bien qu'Anne Courtillé soulève le questionnement sur la description.

### Architecture extérieure

#### Le plan de la basilique

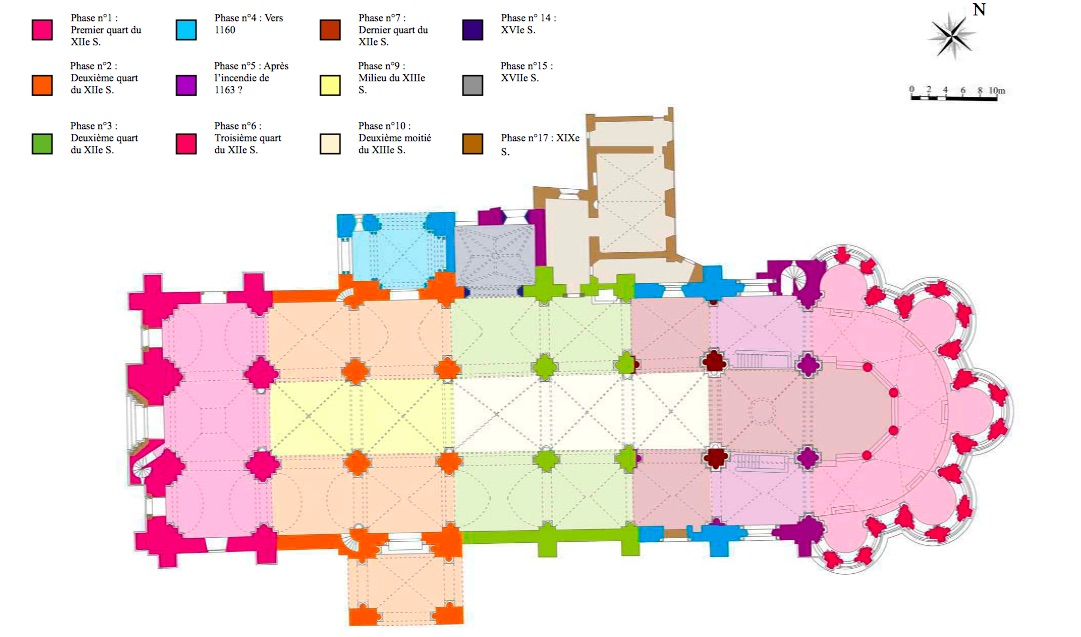
Plan de la basilique : phases de construction.

Saint-Julien de Brioude est le fruit du mélange des traditions architecturales aquitaines, auvergnates et vellaves. Le foisonnement sculpté peut rappeler la Bourgogne (comme le souligne l'ancienne historiographie) mais il évoque surtout l'attachement de la terre auvergnate à la grande Aquitaine. Les solutions architecturales de Brioude montrent l'influence du Puy-en-Velay et évoque les solutions architecturales (évoquées par Carol Heitz,) du Saint-Empire romain germanique.
Les phases de construction de la basilique sont nombreuses. Le chantier a duré du premier quart du XIIe siècle jusque dans les années 1200. Les dernières recherches dévoilent les étapes du chantier de construction. Les observations de David Morel montrent la diversité des matériaux utilisés. La tour-lanterne du chœur a été construite en dernier. Le chœur a été élevé au-dessus du tombeau de Julien, et l'édicule abritant la tombe du martyr aurait été contourné afin de l'englober dans le nouveau dispositif.

#### Le chevet
La basilique Saint-Julien de Brioude présente un chœur orné d'une mosaïque de rosaces en pierres polychromes ainsi qu'un chevet à déambulatoire et à chapelles rayonnantes. Contrairement aux églises majeures de Basse-Auvergne, la basilique Saint-Julien ne possède pas le « massif barlong », ce massif allongé transversalement qui surmonte la croisée du transept et possède deux toits en appentis qui encadrent la naissance du clocher, massif responsable de la silhouette caractéristique de ces églises majeures. Les fenêtres présentent des ornementations rarement rencontrées sur les églises auvergnates : les fenêtres du déambulatoire et de ses chapelles rayonnantes sont encadrées de colonnettes à chapiteaux alors que celles du chœur sont encadrées de baies aveugles, formant ainsi des triplets.

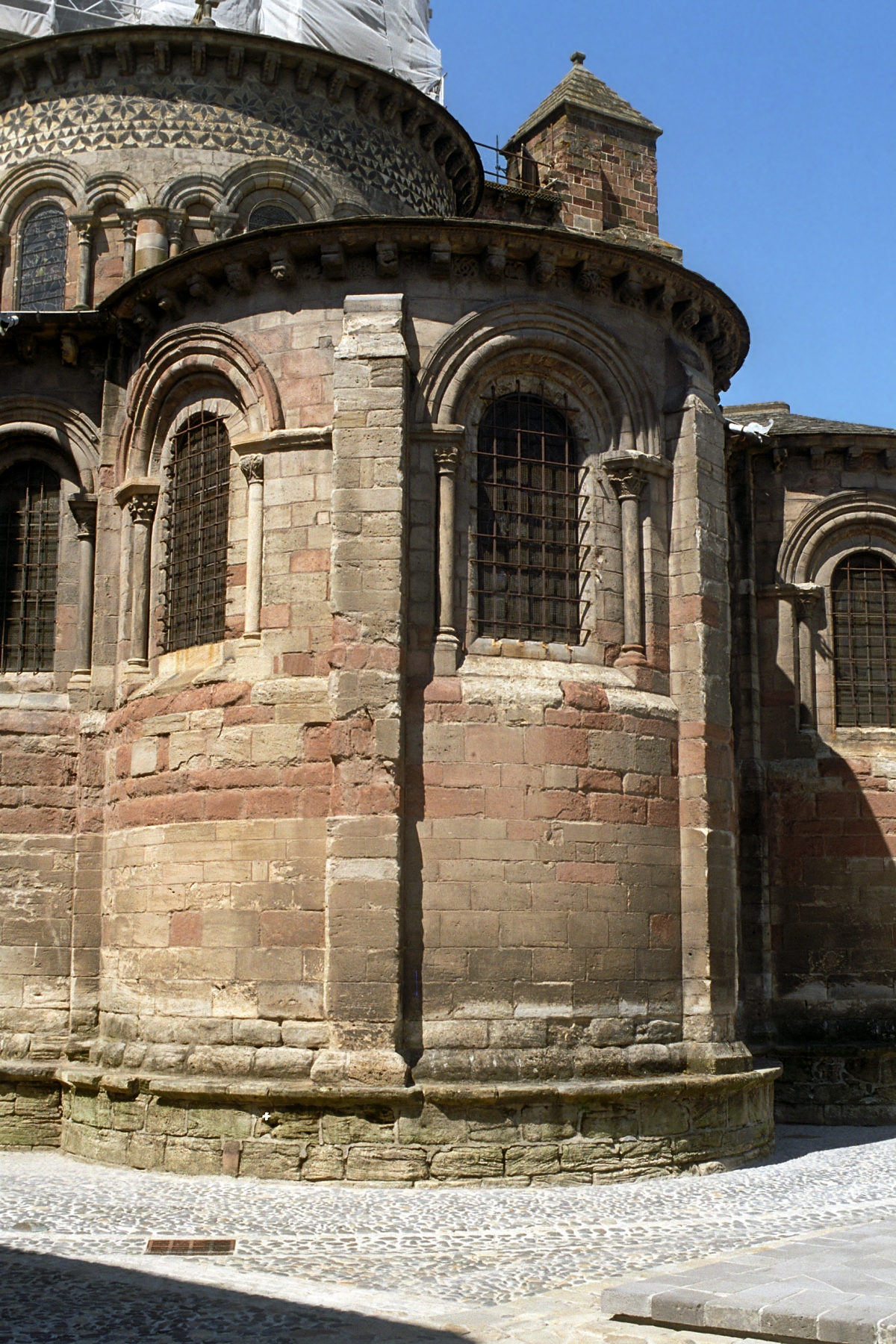
La chapelle axiale.
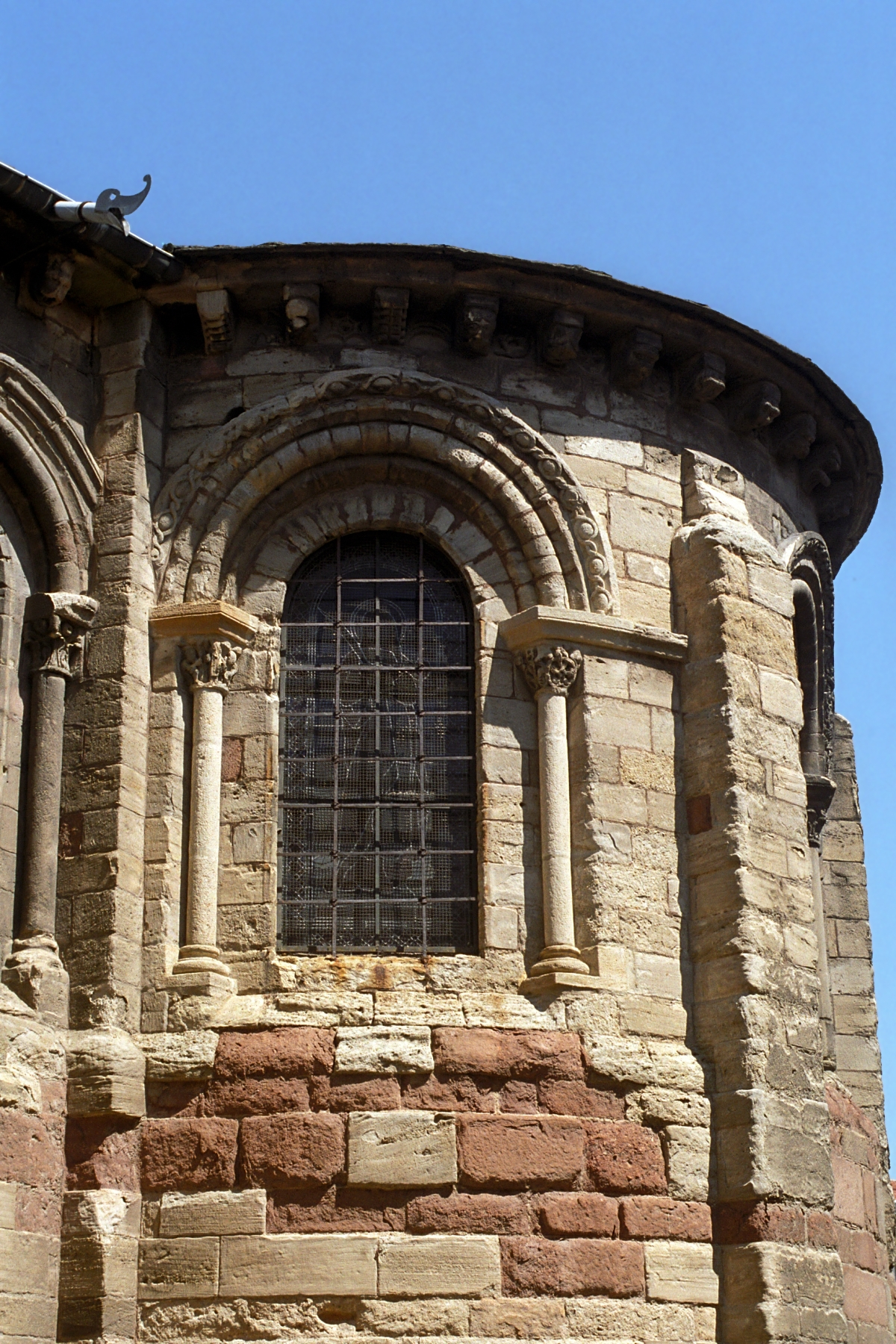
Chapelle rayonnante.
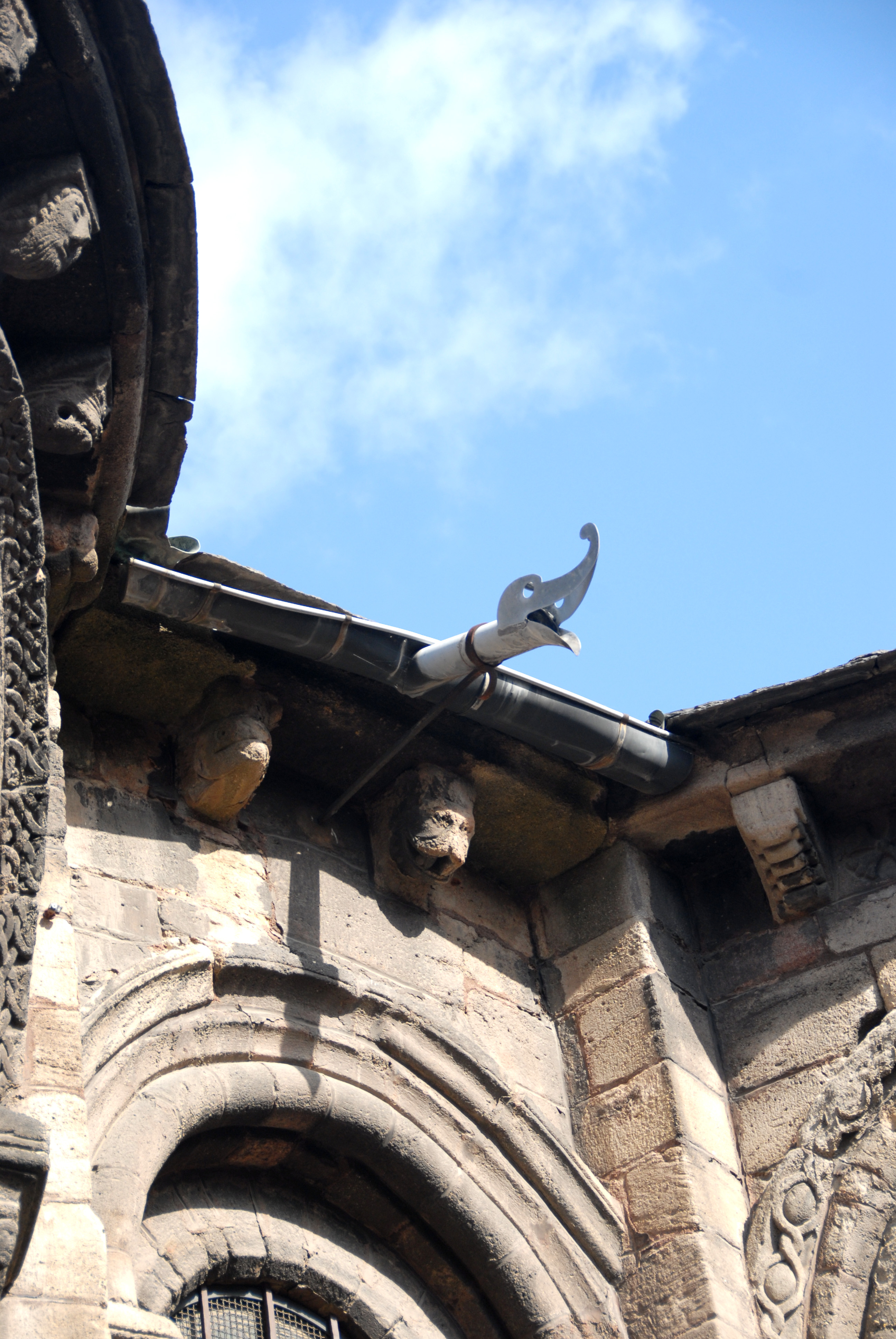
Déambulatoire.
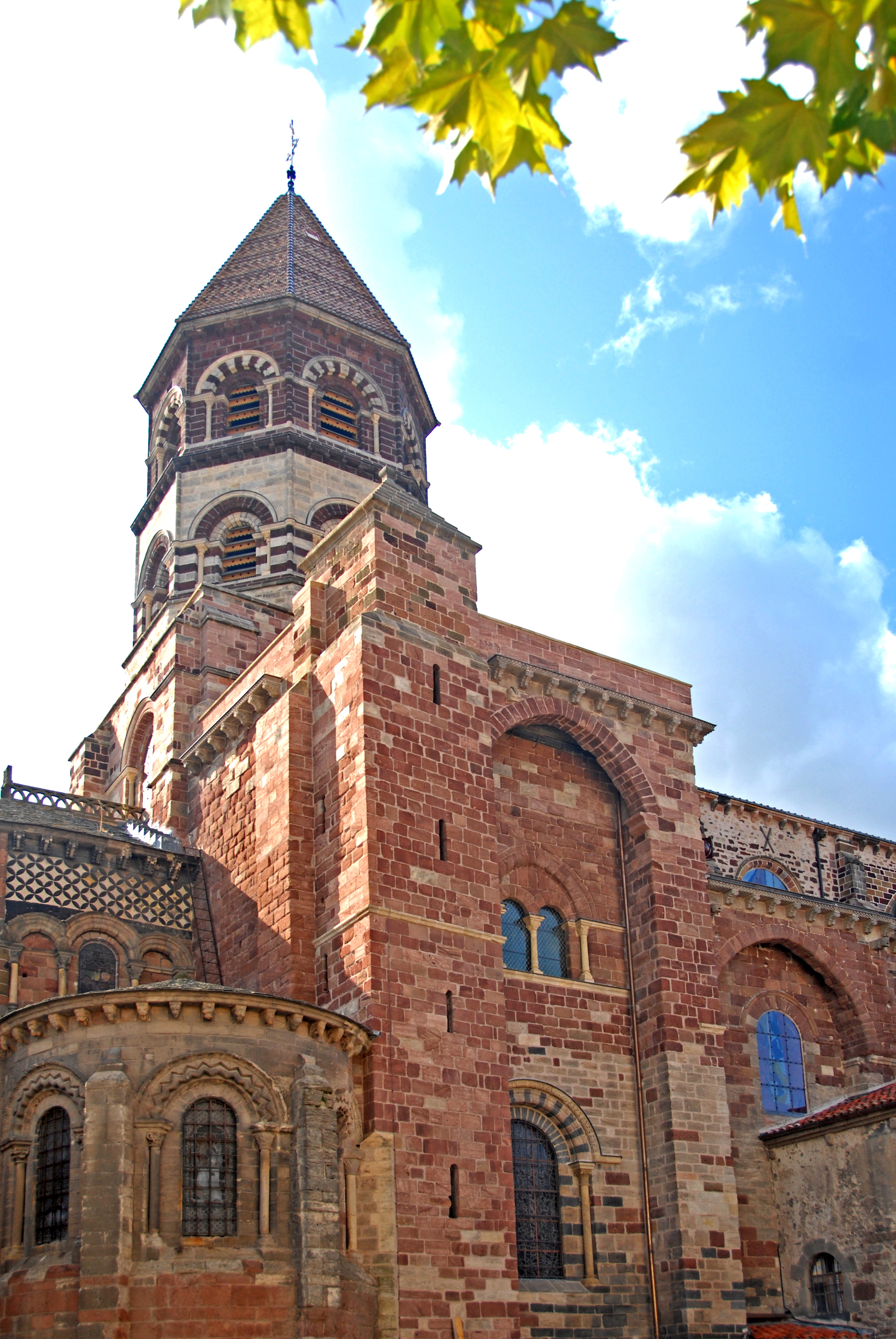
Transept (côté nord) non débordant v. 1180.
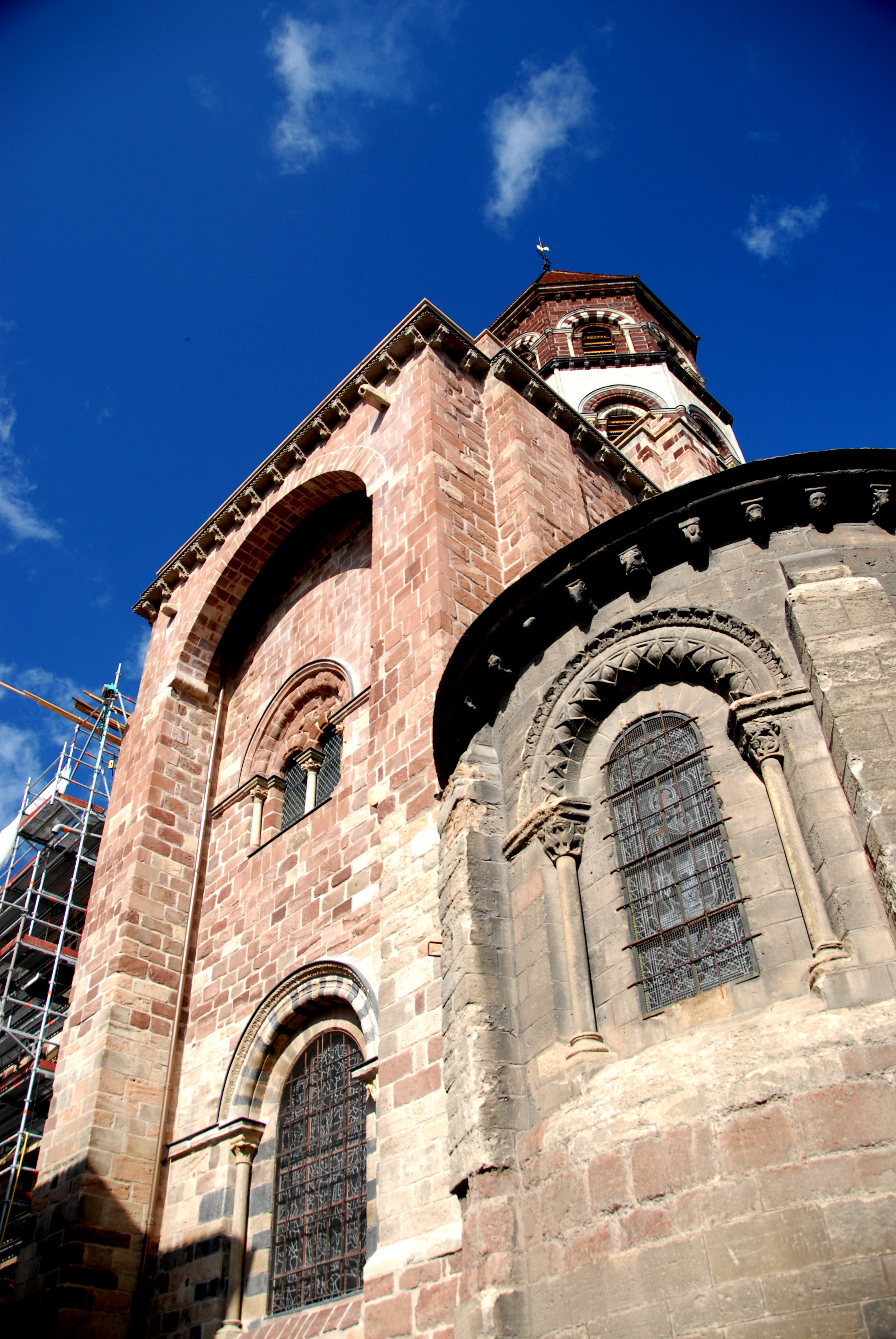
Transept (côté sud) fortifié.
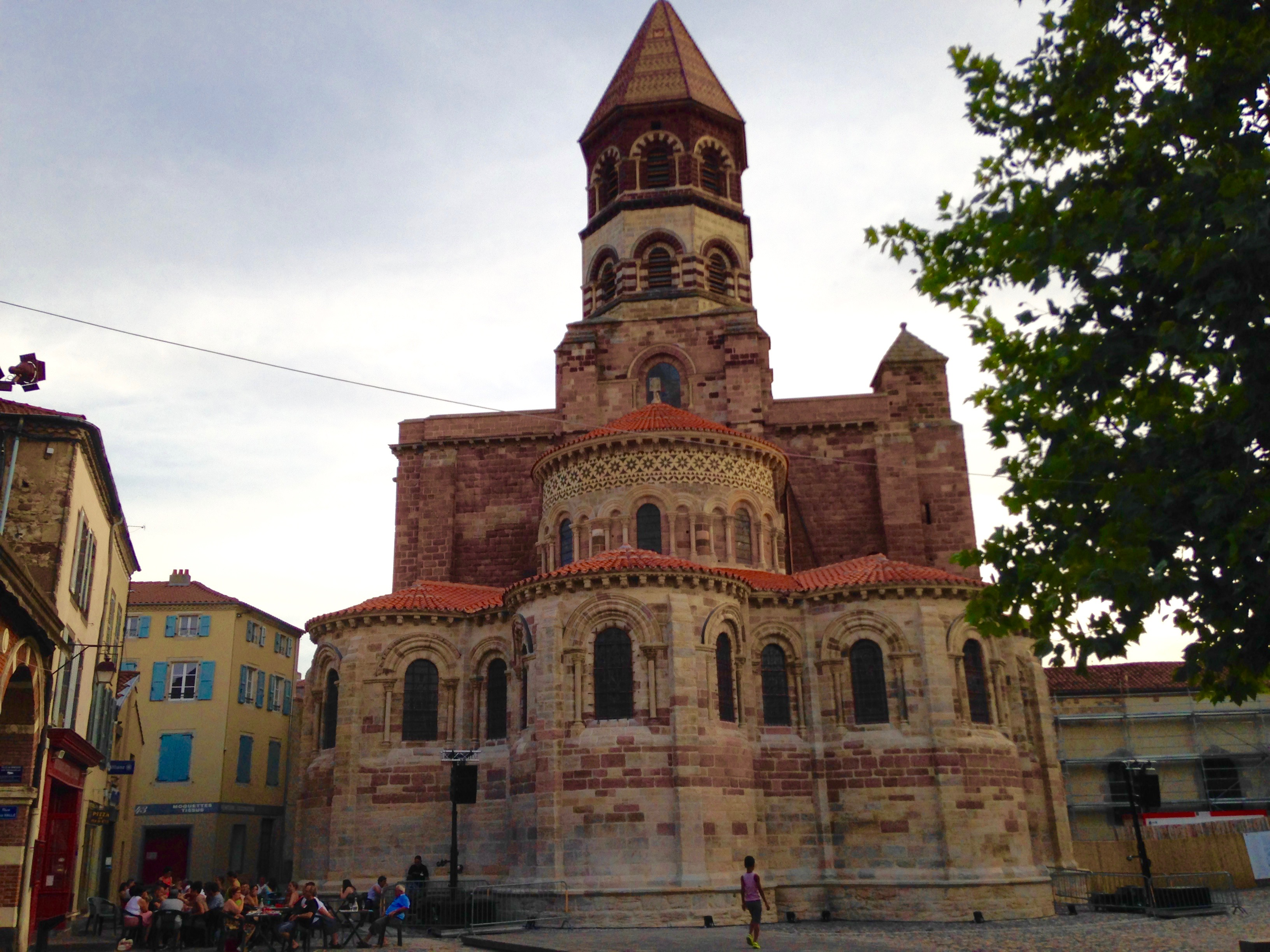
Le chevet restauré avec des tuiles romaines.

#### Le massif occidental

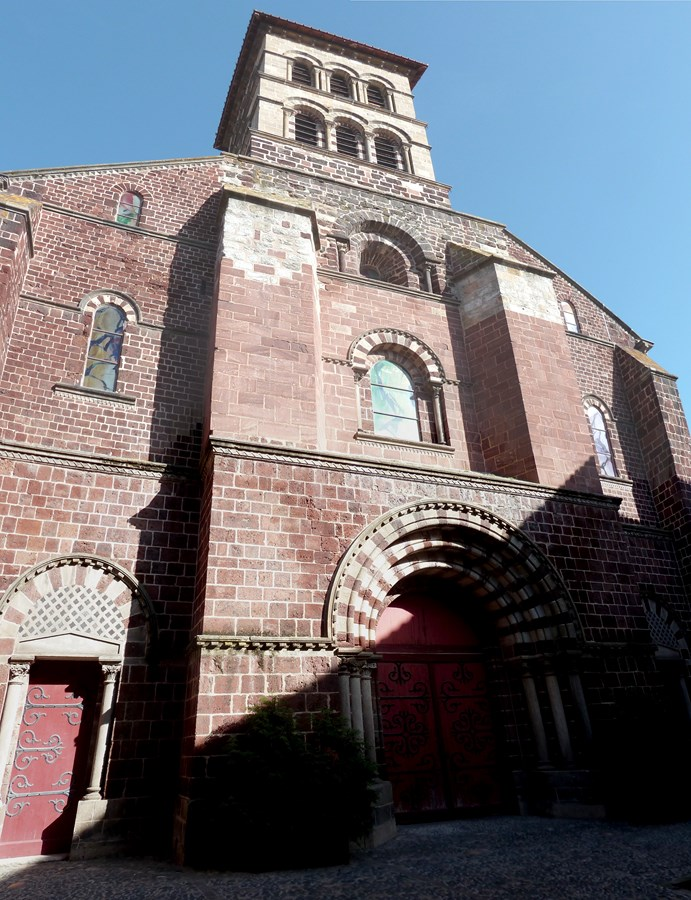
Massif occidental.

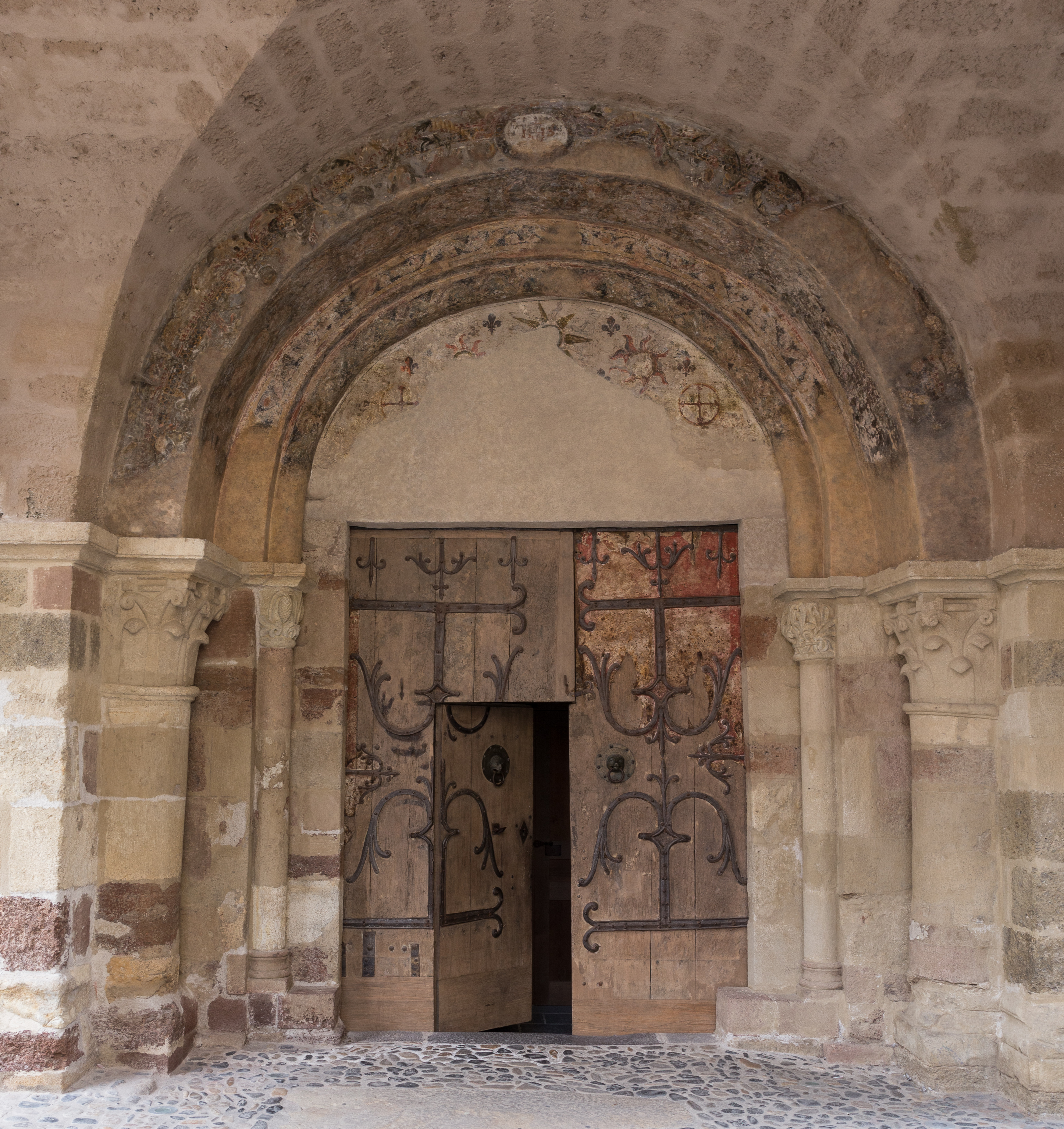
Porte du porche sud : ferronnerie romane.

La façade est constituée d'un massif occidental comme dans toute l'Auvergne. La collégiale possède un massif occidental à chapelles hautes et une large nef à collatéraux longue de cinq travées. L'ouest de la collégiale incluant l'avant-nef jusqu'à la seconde travée adopte un parti bien spécifique. Les trois portes de la façade n'existaient pas au Moyen Âge. La façade a été arrangée à la manière des grands édifices français au XIXe siècle. Ce grand massif occidental est exceptionnel pour l'Auvergne. Bruno Phalip rappelle les caractères de ce type d'architecture. Les deux porches forment un second transept à l'image des grands édifices d'Empire. Le porche nord possédait un tympan en stuc.
Les chapelles hautes avaient été masquées par des murs dès les années 1200. Agrémentées de peintures dans la chapelle Saint-Michel, on ne connaît pas les décors des autres chapelles. La chapelle centrale accueillait l'orgue. La chapelle nord accueillait, aux XVIIe et XVIIIe siècles, une bibliothèque. Pour monter à la chapelle Saint-Michel de manière solennelle, on avait fabriqué un escalier depuis le collatéral sud. Cet escalier pouvait être en bois comme on le voit encore à Auzon. La basilique médiévale était utilisée comme un lieu de prière régulier au Moyen Âge et les espaces hauts étaient utilisés chaque jour. Des escaliers permettaient aux chapelains d'accéder aux chapelles hautes, notamment la chapelle Saint-Michel, pour y célébrer des messes votives.
La chapelle Saint-Michel servait de chapelle votive. On pouvait y réciter l'office des morts (office surérogatoire). Mais pendant la période moderne cet office était réalisé dans le chœur liturgique sur les stalles de bois du grand chœur.

#### Les clochers
Les deux clochers ont été reconstruits au XIXe siècle. Ils reprennent les dispositions anciennes. Le clocher de la façade occidentale possède aujourd'hui deux niveaux. Il semble que ce clocher possédait des éléments de fortifications et des escaliers de bois. Des gargouilles sculptées dans la pierre de Volvic avaient été intégrées à ce clocher gothique. Le clocher du chevet avait été agrémenté d'une grande flèche à la fin du Moyen Âge.

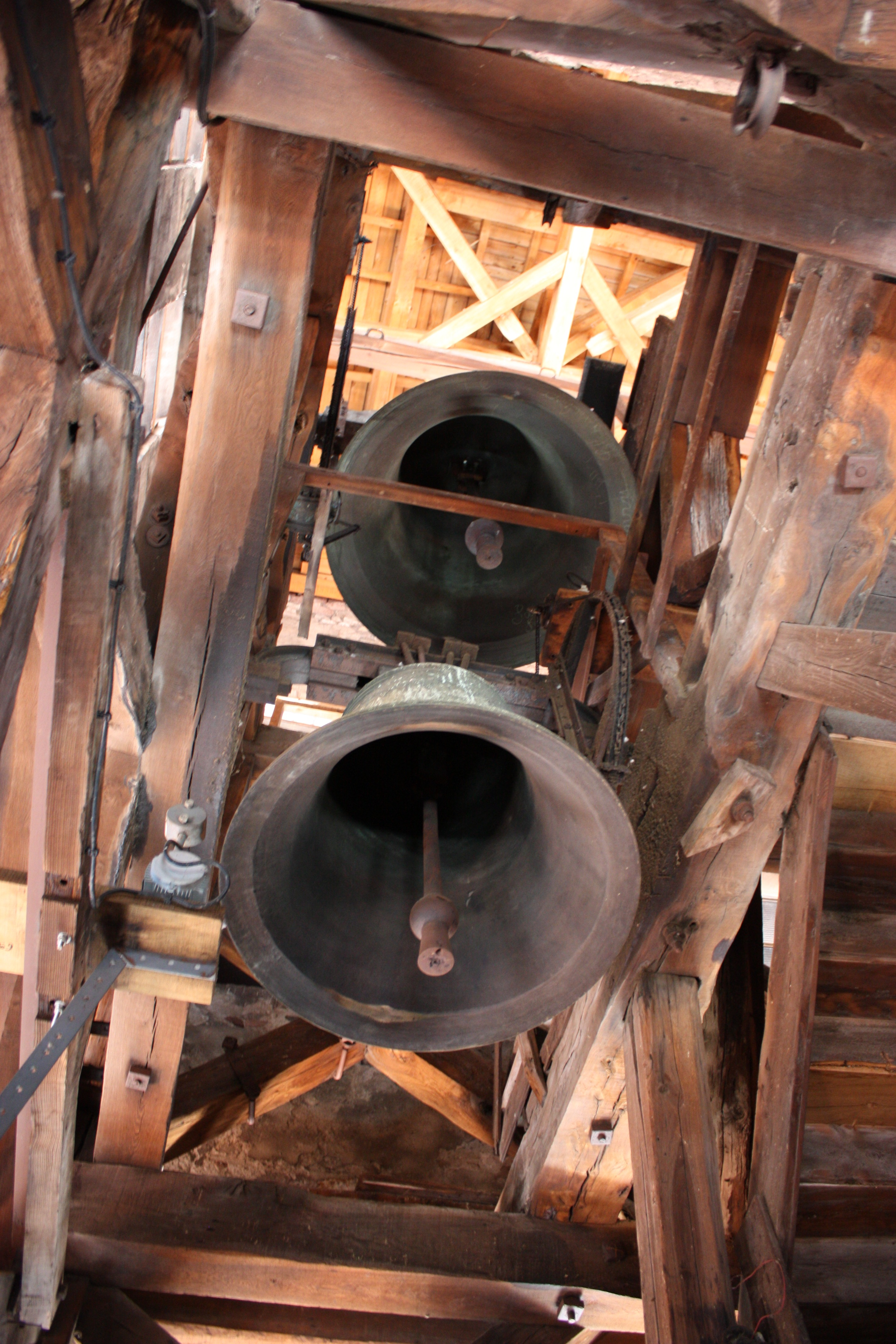
Cloches du XIXe siècle remplaçant le carillon ancien Régime détruit à la Révolution.
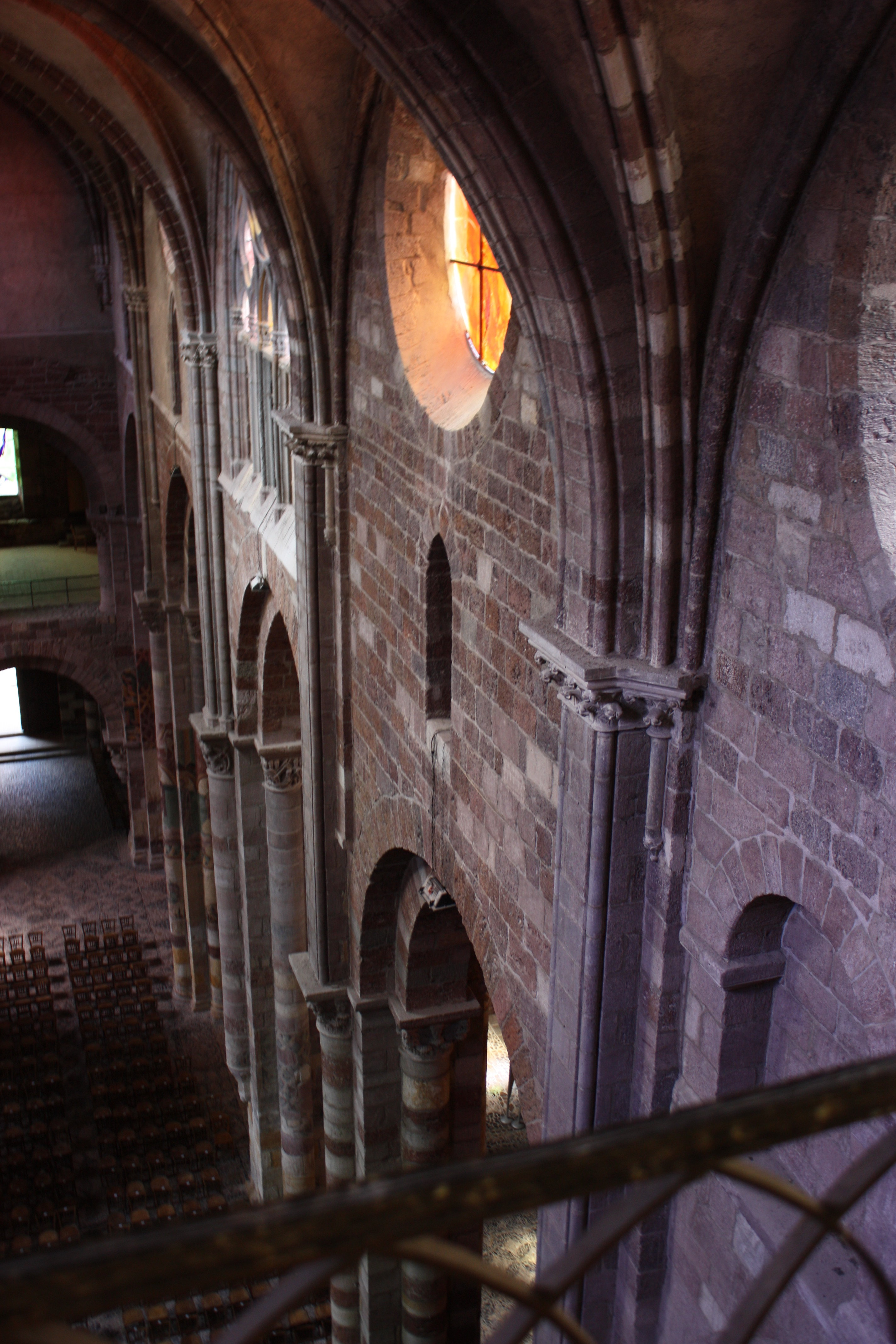
Nef depuis la lanterne.
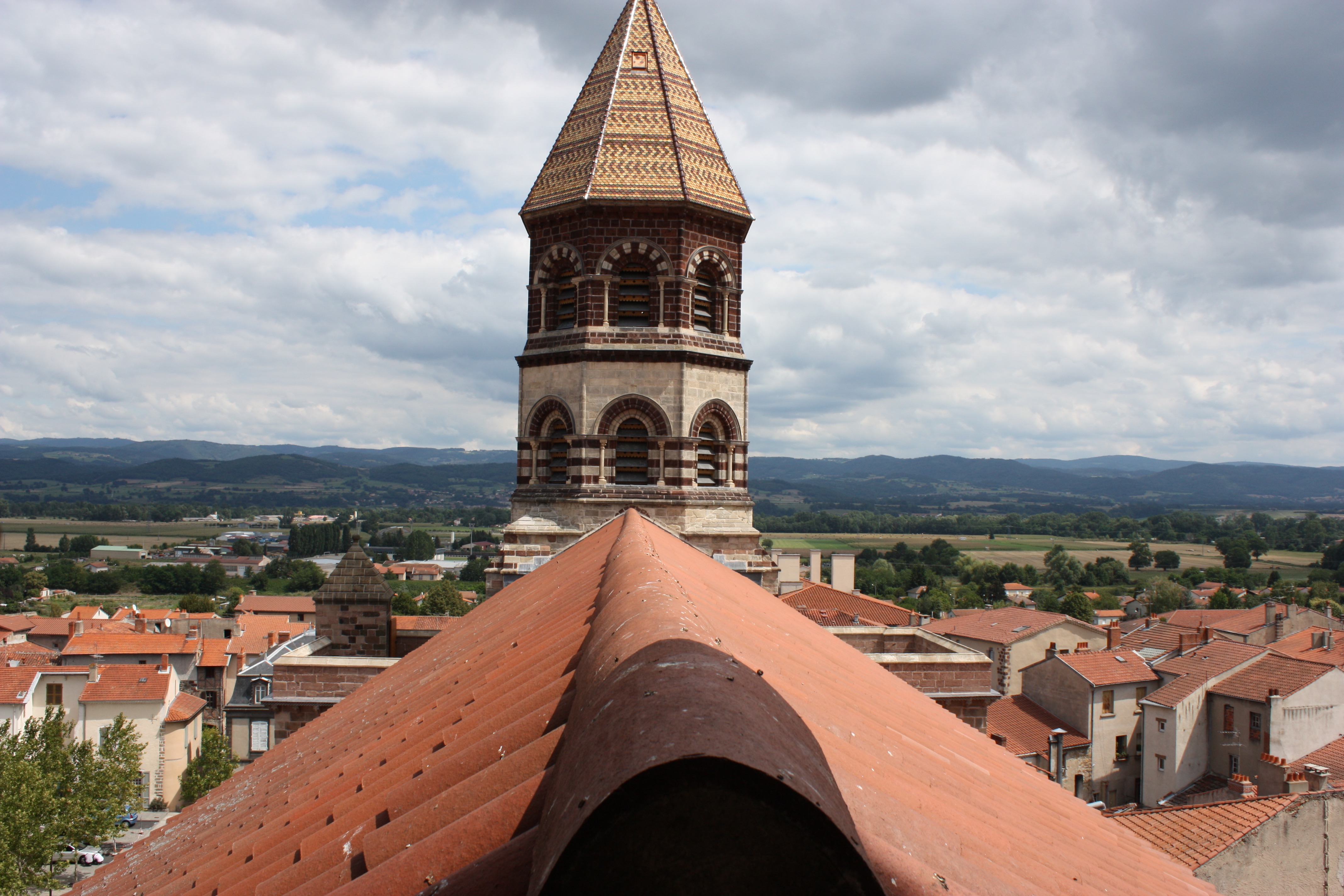
Tour lanterne.

### Architecture intérieure

#### La nef et les collatéraux
L'intérieur de l'église se caractérise par une belle polychromie de pierres grises, rouges, blanches et noires qui proviennent de carrières voisines : le grès rouge vient d'Allevier (Azérat), le grès calcaire de Beaumont, le basalte de La Vergueur (Saint-Just-près-Brioude) et le marbre de Lauriat. Ils s'harmonisent avec le pavement, en galets de l'Allier noirs et blancs, aux motifs géométriques d'arabesques.
La nef, longue de 74 mètres, est composée de cinq travées. Elle est supportée par des colonnes à base carrée, surmontées de chapiteaux ornés de motifs divers : chimères, sirènes, palmettes stylisées, feuilles d'acanthe, génies ailés, un minotaure ou encore Hermès criophores. D'autres évoquent des scènes de la vie quotidienne : un dompteur de singes, un avare tenant son livre de comptes, un combat de cavaliers. Trois chapiteaux historiés représentent le Christ en majesté, un ange en prière et les Saintes femmes au tombeau. Certaines colonnes présentent encore des traces de fresques.
À l'entrée de la nef, l'avant-nef est surmontée d'une tribune qui accueille la chapelle Saint-Michel, accessible par un petit escalier en colimaçon. Il supporte le clocher carré. Sous la lanterne du chœur se trouve la crypte abritant les restes de saint Julien. Les vestiges du martyrium initial se sont retrouvés en sous-sol par surélévation du sol à l'époque de l'ornementation moderne. Les vaisseaux latéraux débouchent sur un large déambulatoire flanqué de cinq chapelles rayonnantes.
La construction est réalisée du sud vers le nord et de l'ouest vers l'est.

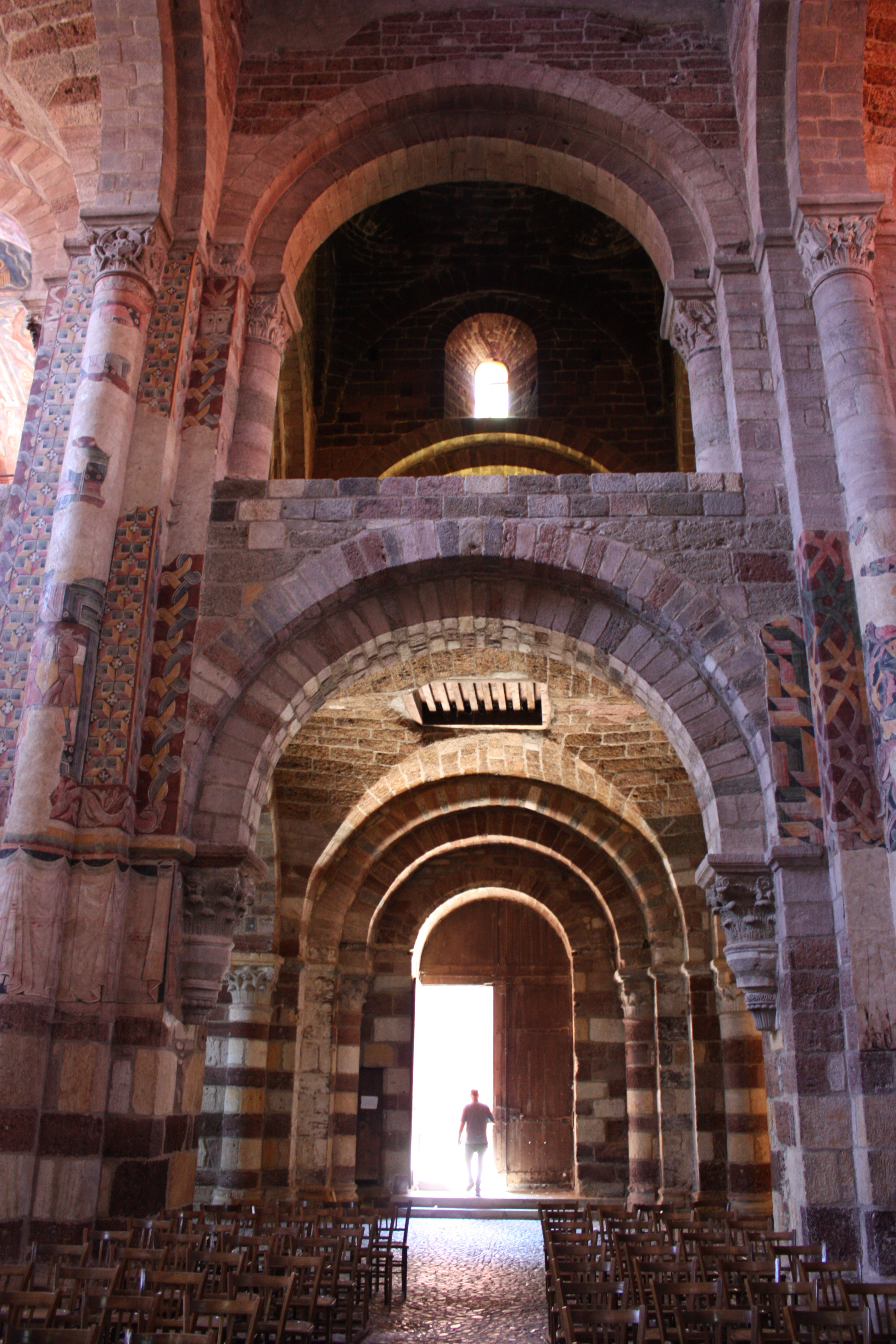
Massif occidental et piliers de l'avant nef.
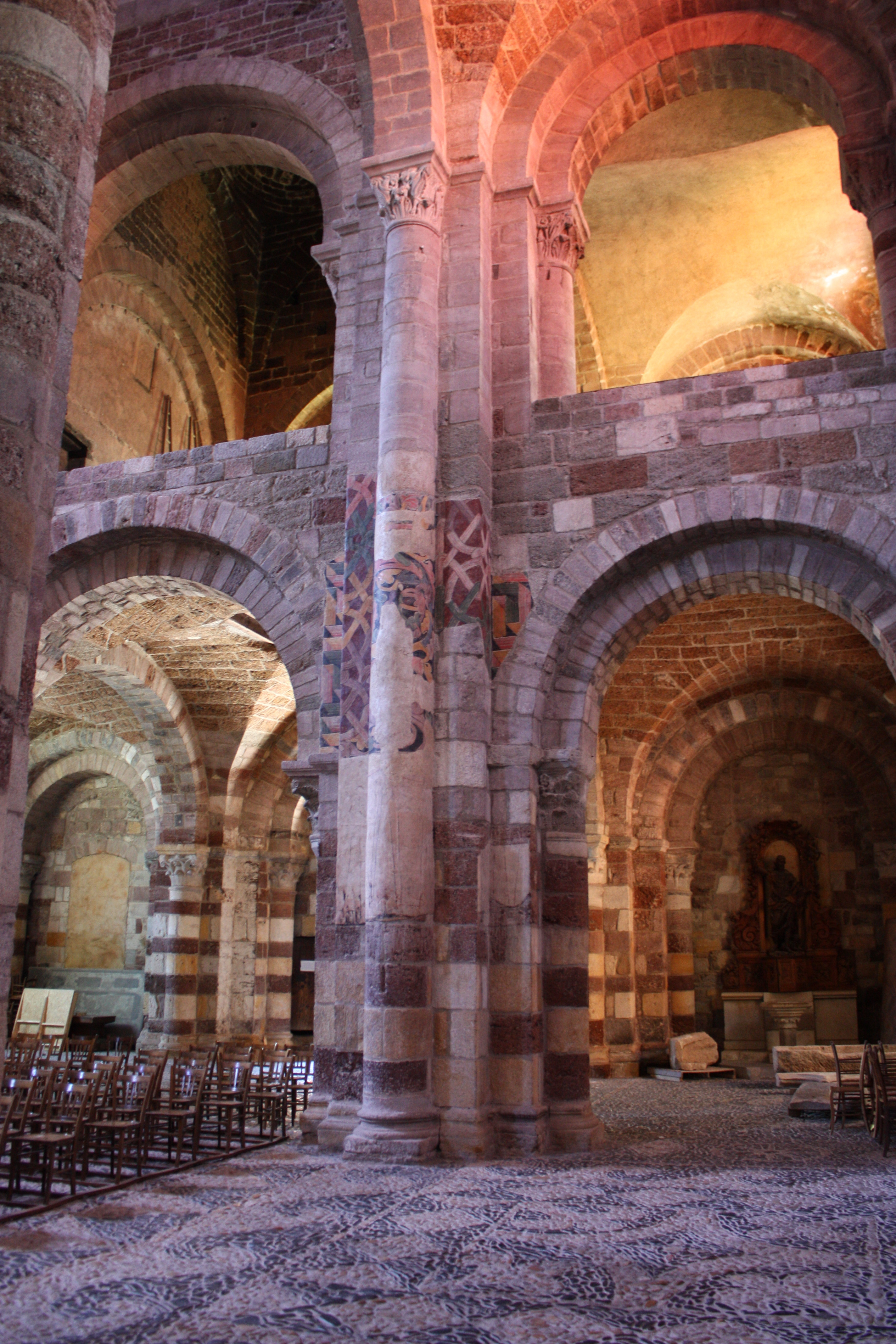
Massif occidental et collatéral nord.
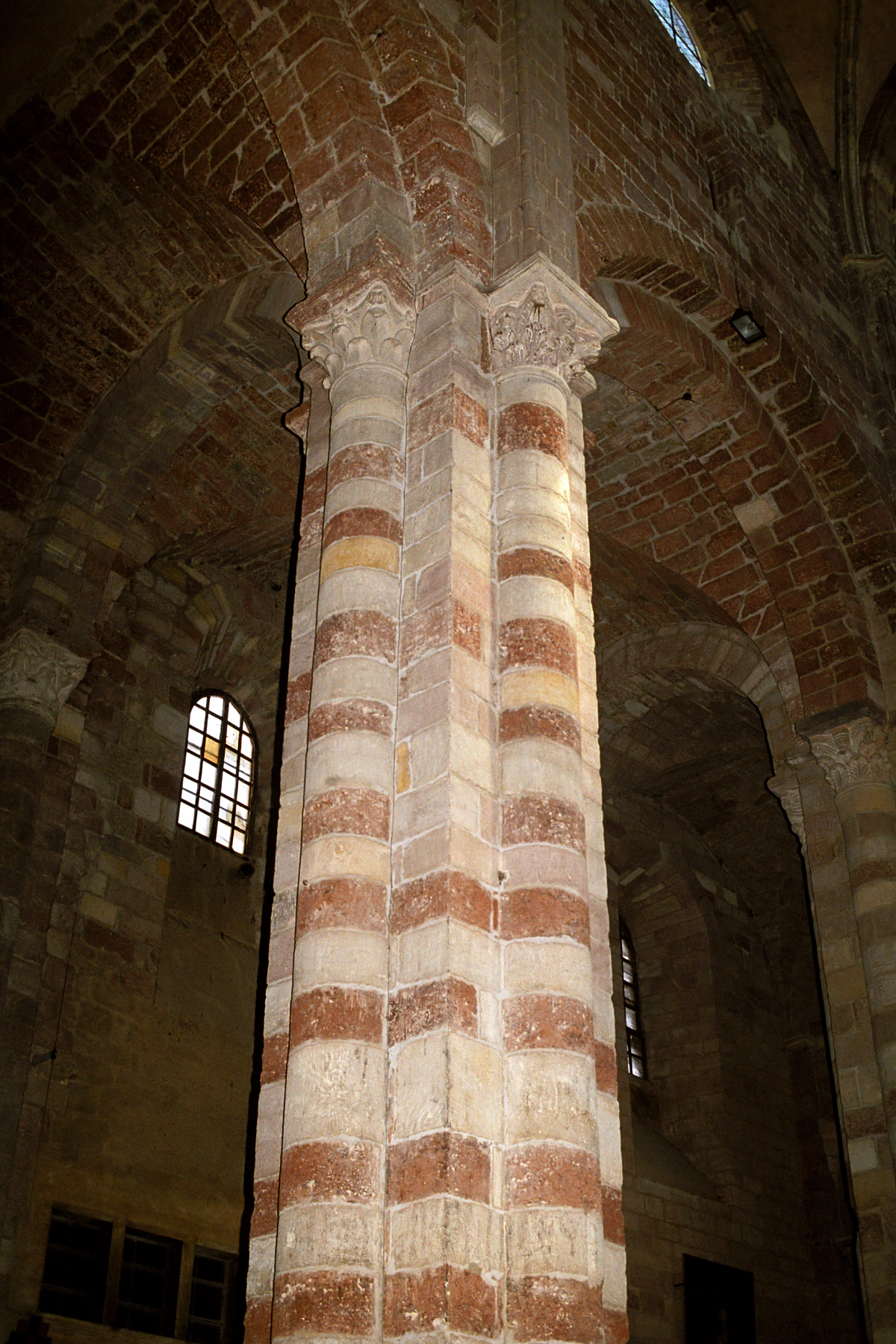
Pile polychrome de la nef.
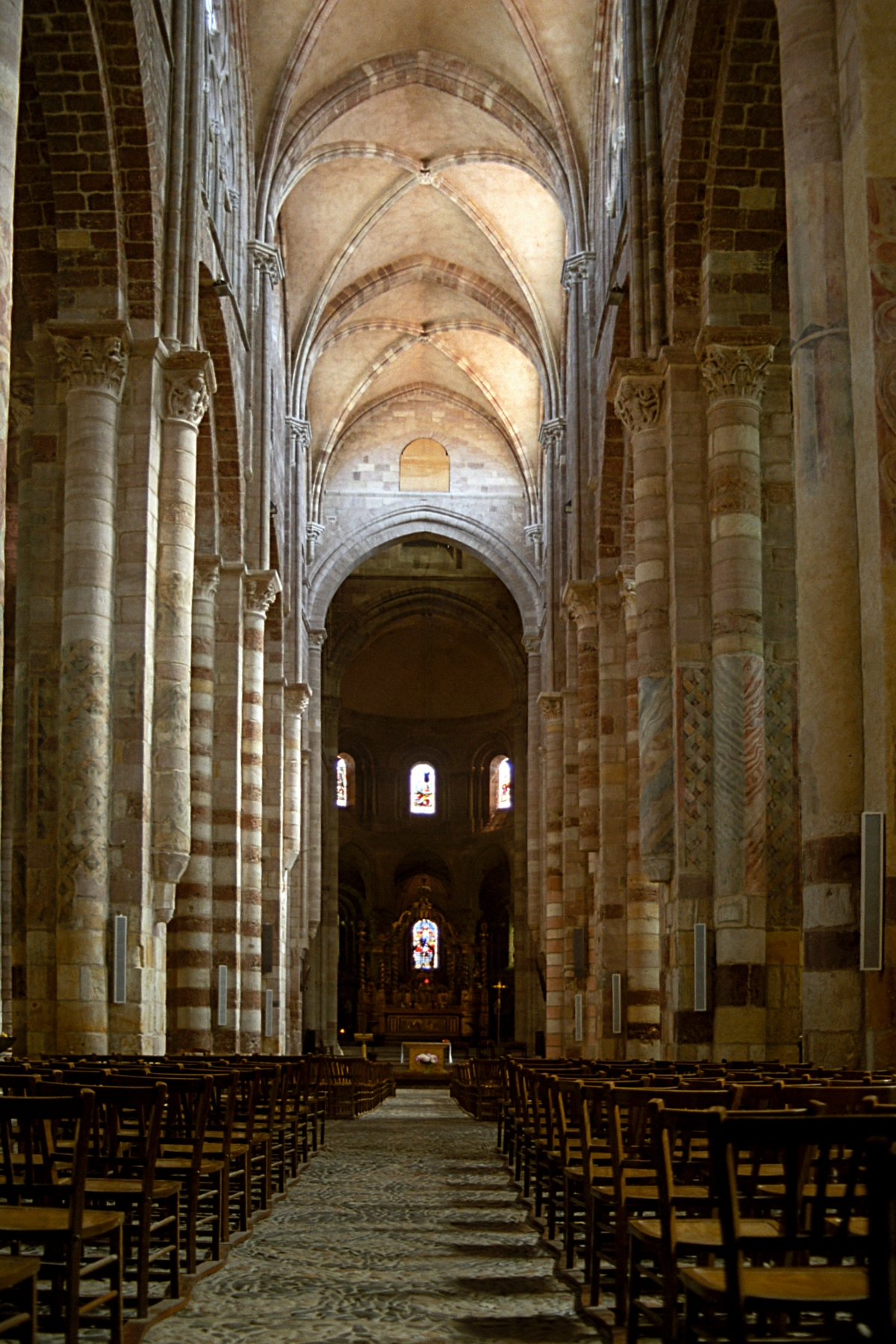
Le vaisseau central et la voûte gothique remplaçant les coupoles romanes.
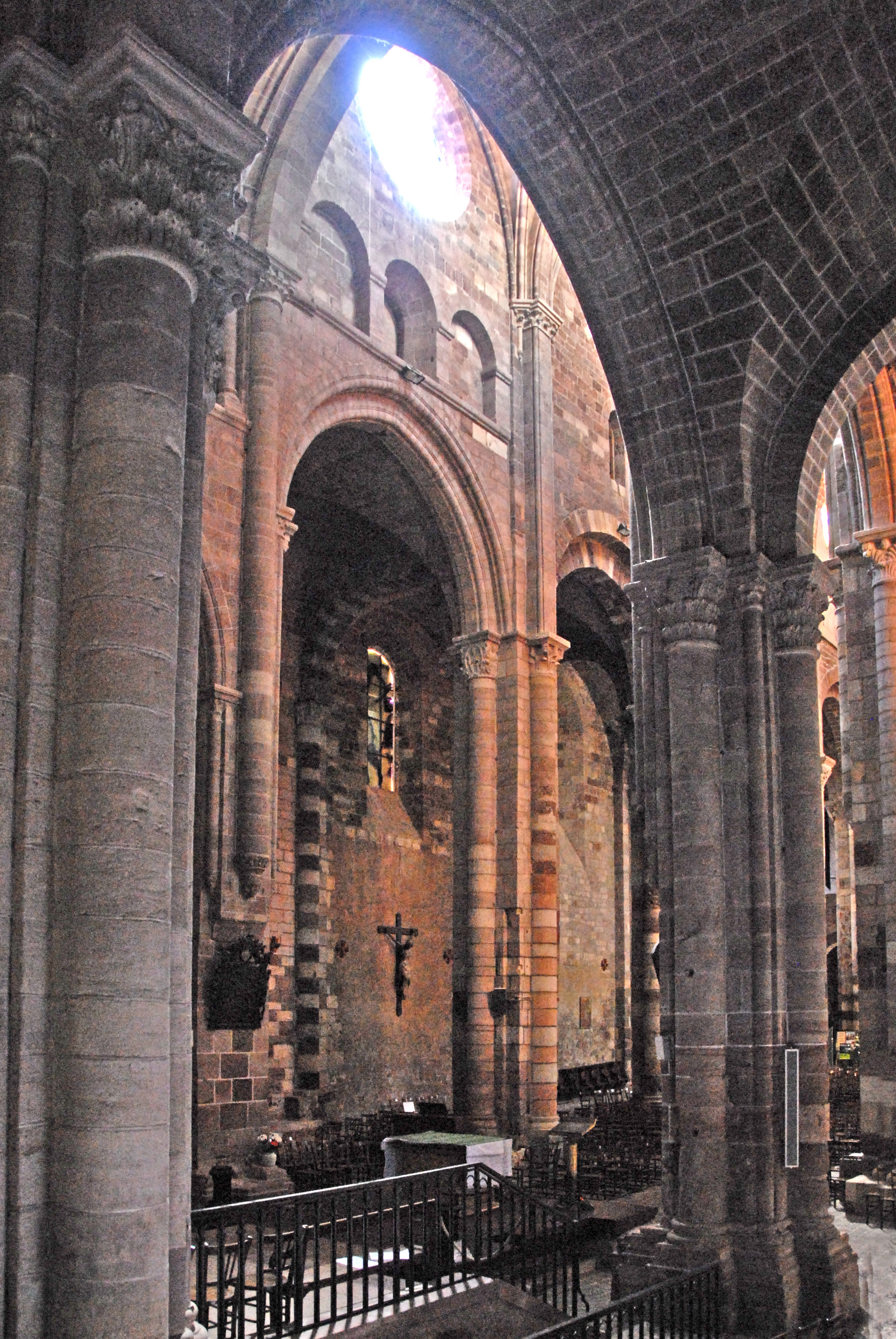
Piliers du transept.
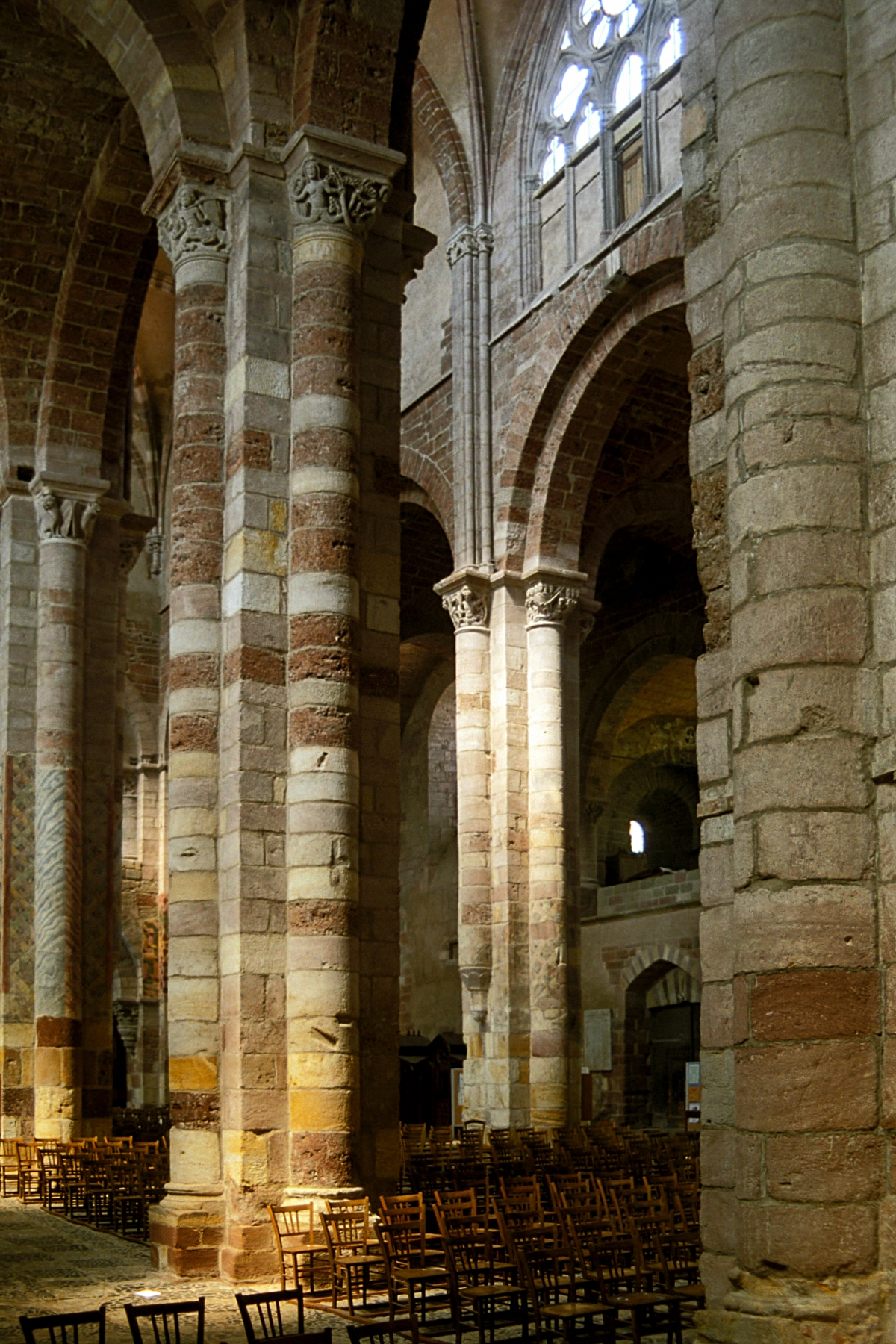
Piles de la nef au niveau de la cinquième travée.
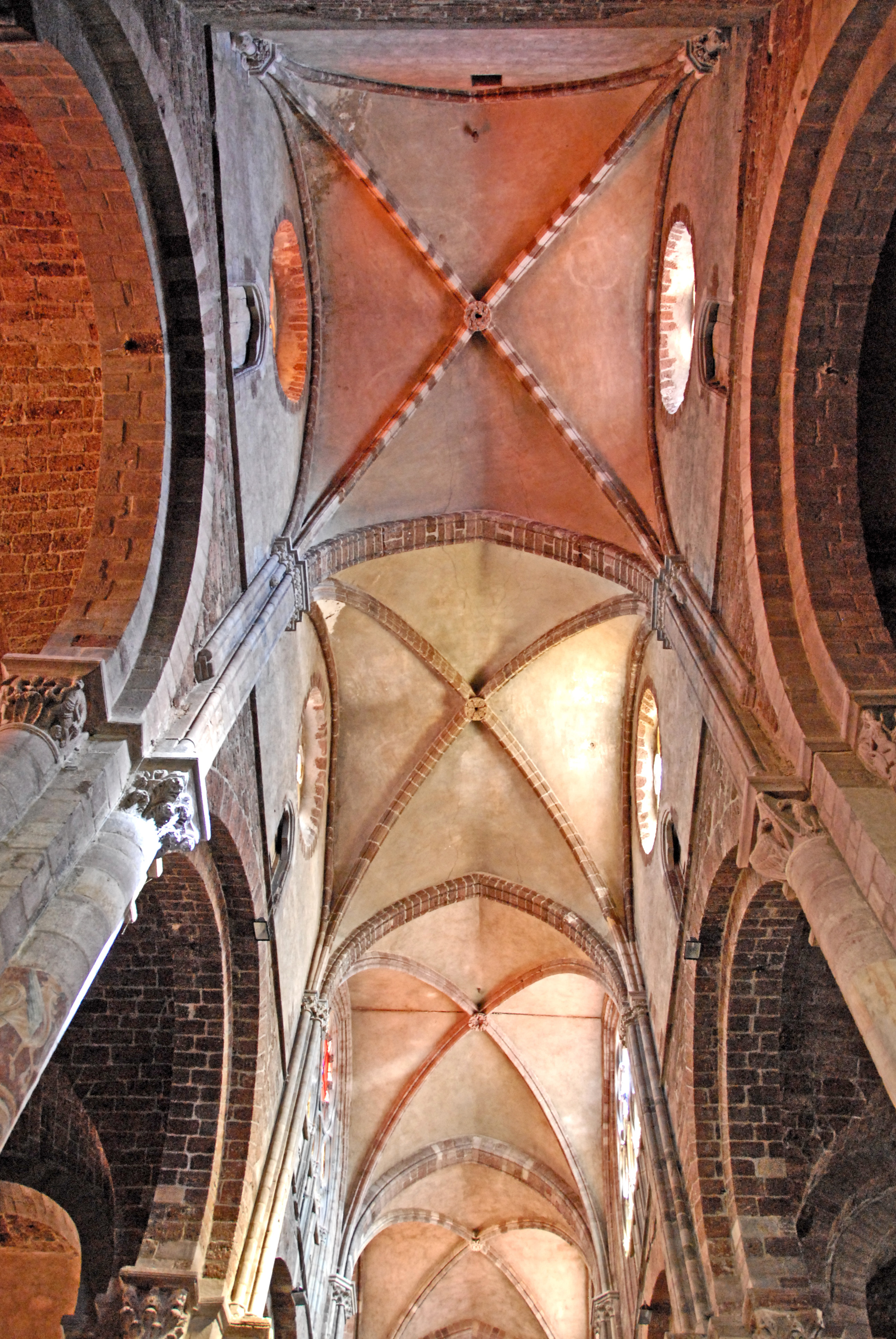
Voûtes gothiques de la nef (après 1259).

#### Le chœur et le déambulatoire

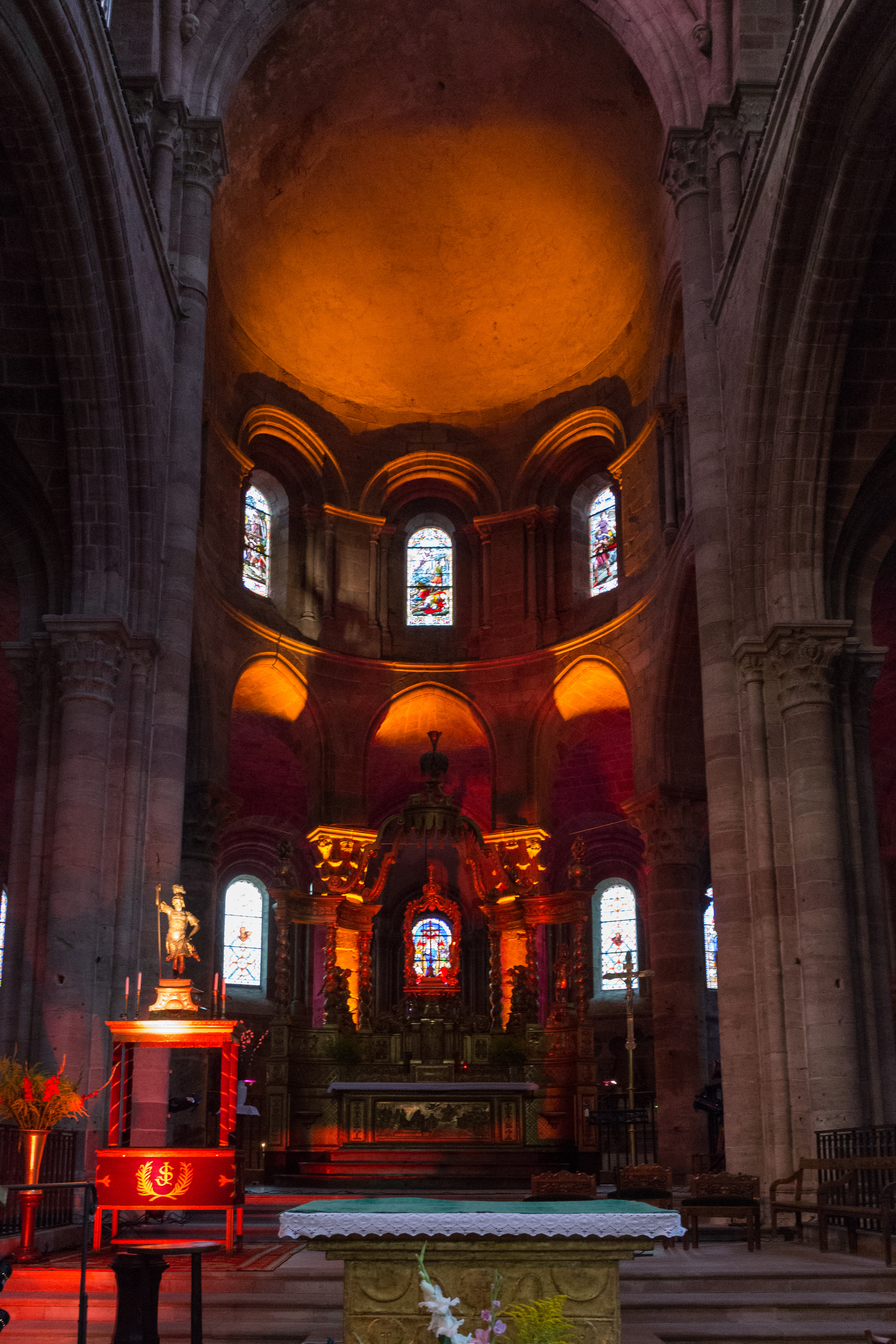
Le chœur.
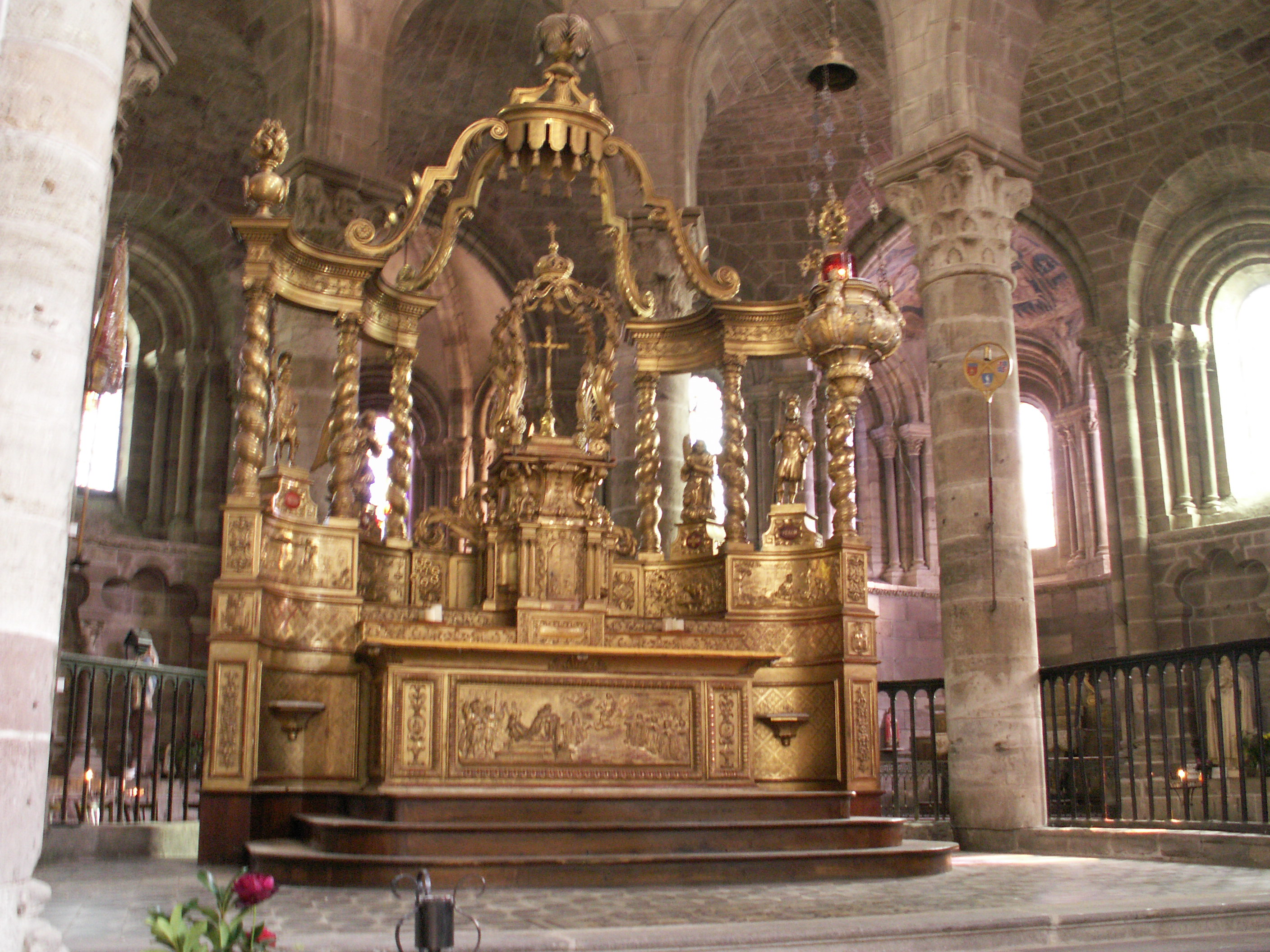
Le maître autel.
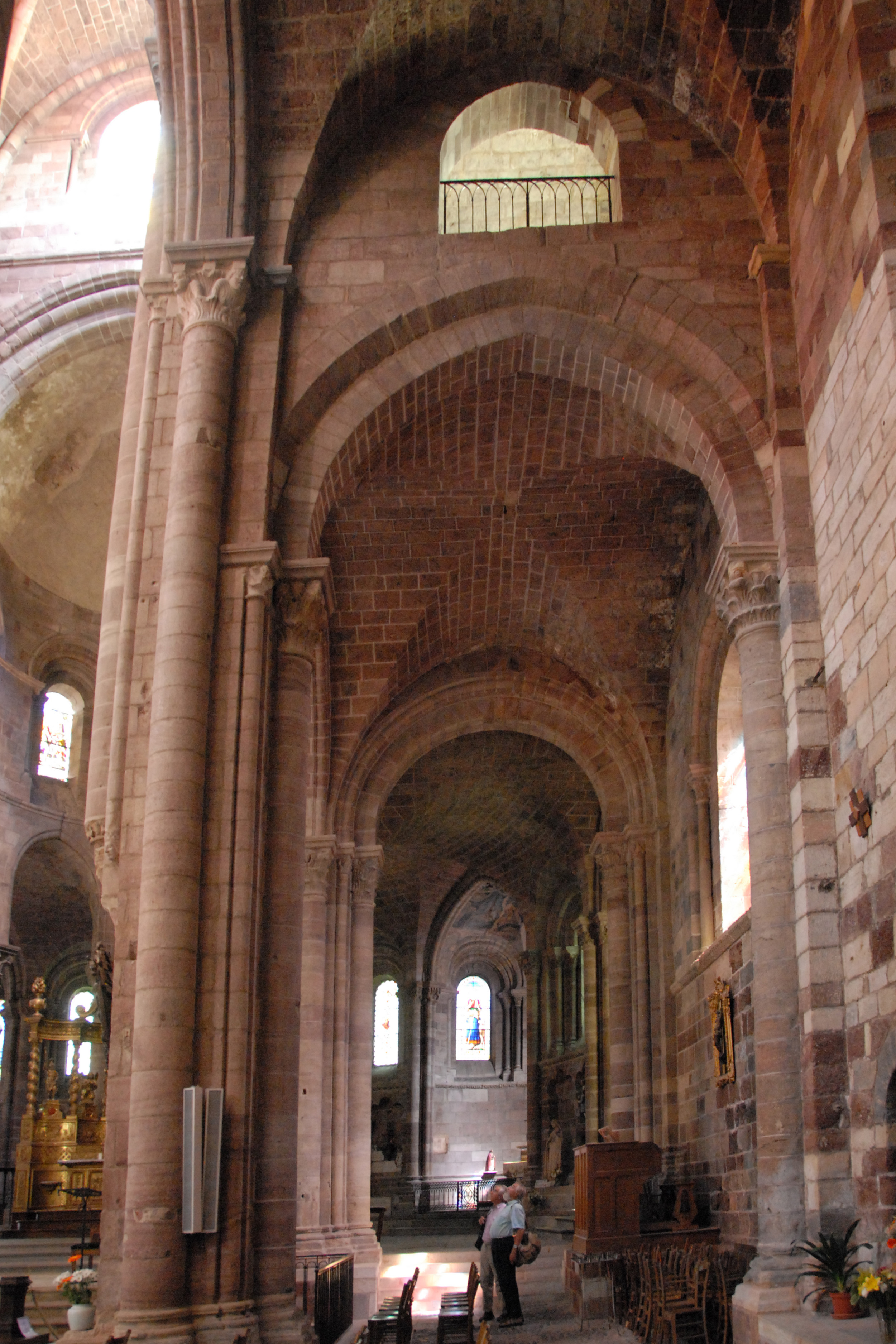
Entrée du déambulatoire (sud) - début du cycle sculpté.
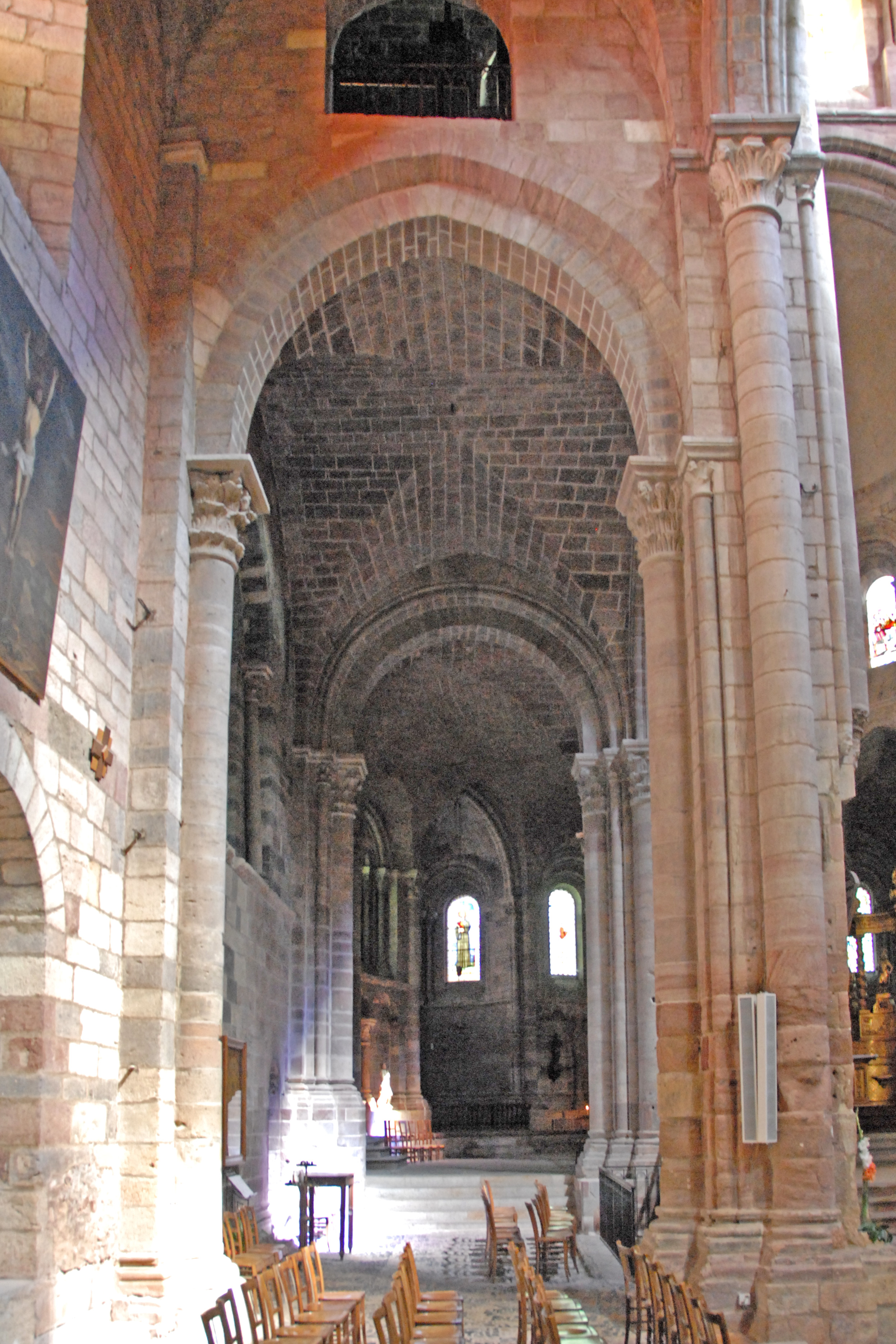
« Sortie » du déambulatoire (nord) - fin du cycle sculpté.
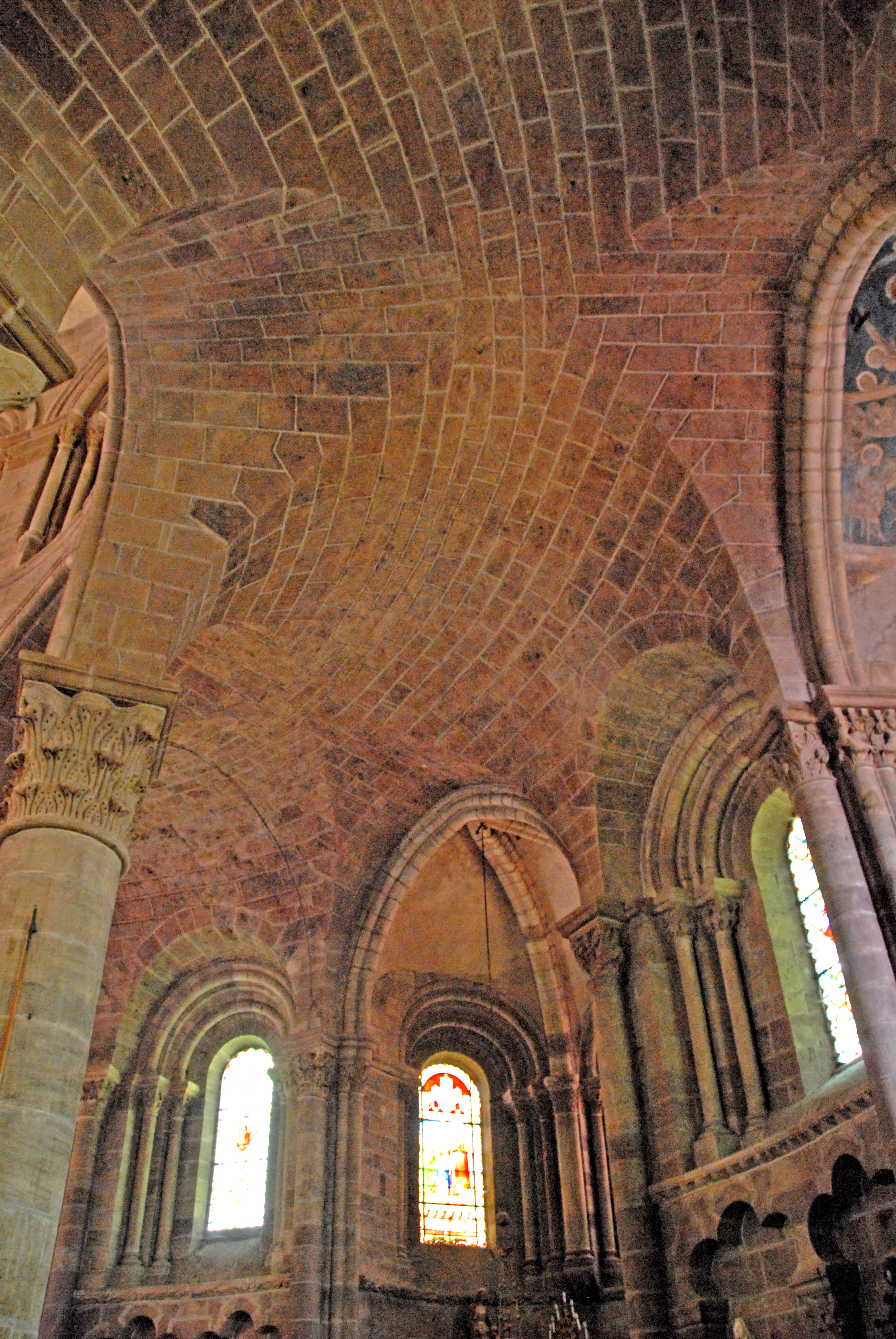
Voûte du déambulatoire (v. 1180).

## Ornementation

### Le mobilier

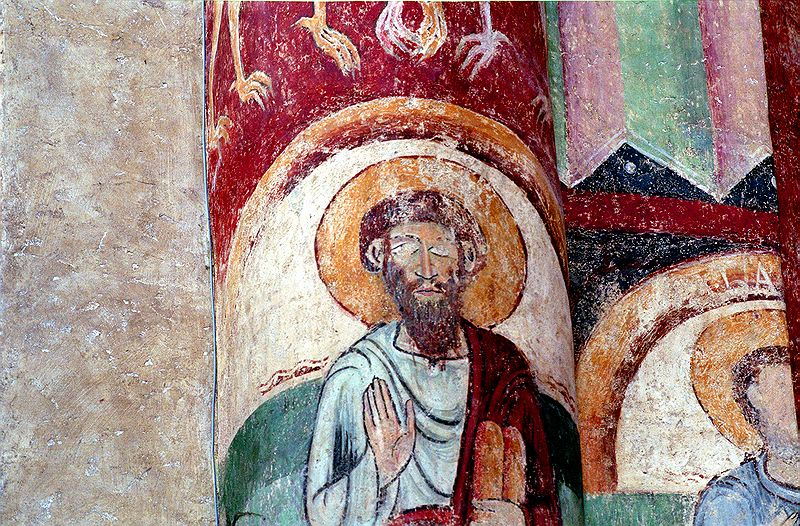
Moïse et les tables de la loi - Cycle peint de la nef.

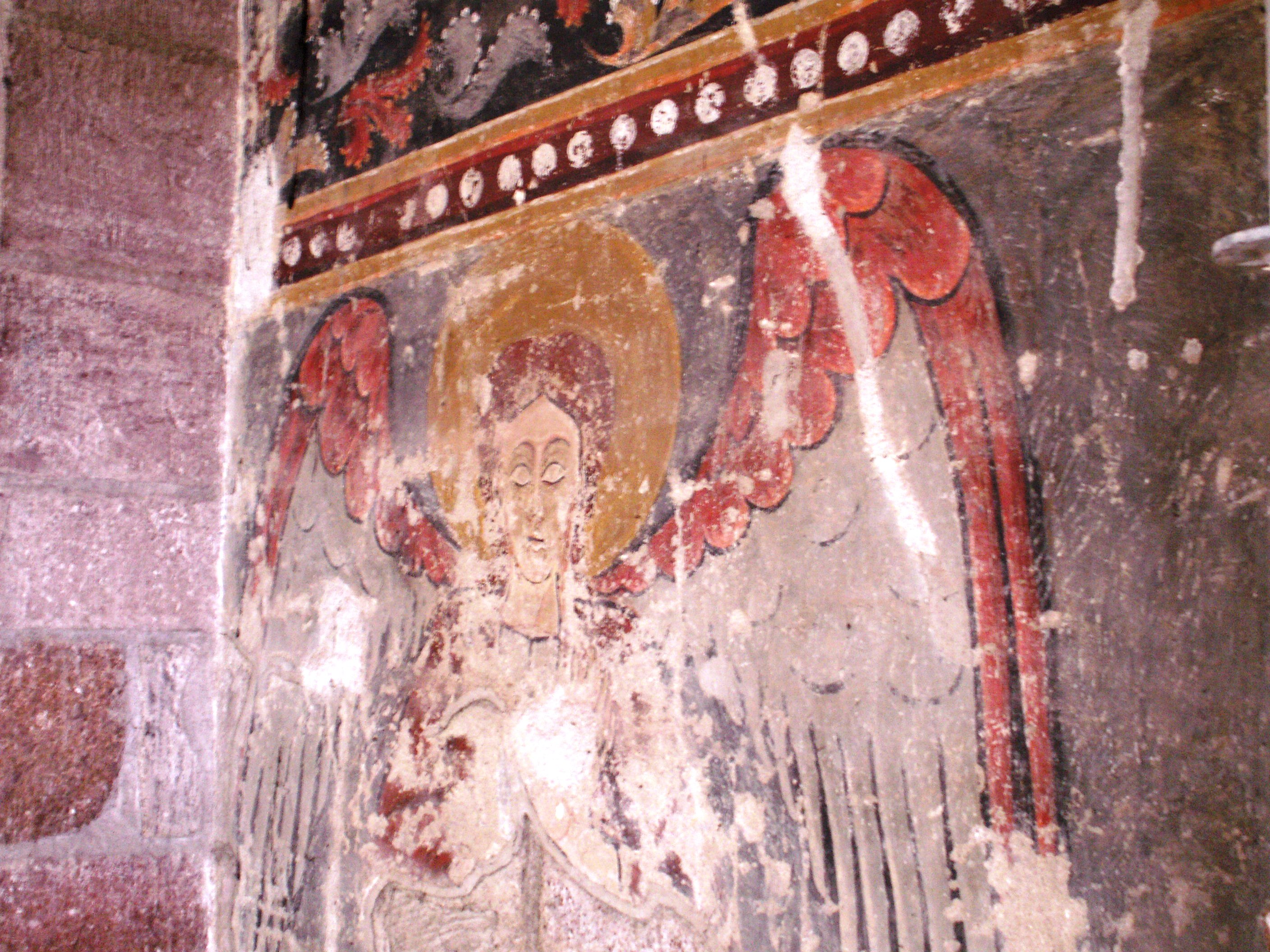
Michel archange pèse les âmes. Peinture du collatéral sud complétant la chapelle Saint-Michel.

Plusieurs objets liturgiques ont disparu. Les archives mentionnent plusieurs reliquaires. Le trésor de la basilique a été pillé plusieurs fois. Aujourd'hui, plusieurs statues du XIXe siècle sont exposées. Un grand chemin de croix peint au XIXe siècle attend d'être restauré.
La basilique abrite un mobilier de grand intérêt. La Vierge dite du Chariol, du XIVe siècle, est en pierre volcanique. La Vierge à l'oiseau, statue en bois doré plus tardive, montre la Vierge avec l'Enfant Jésus qui tient à la main un oiseau. La Vierge parturiente, statue en bois polychrome du XVe siècle, est une rare représentation de la Vierge Marie peu avant la Nativité : allongée, la tête soutenue de la main droite, et la main gauche posée sur un ventre légèrement arrondi, la Vierge attend en souriant son accouchement. La statue provient sans doute d'une crèche grandeur nature.
La statue du Christ en croix, provenant de la léproserie de la Bajasse, est une statue en bois marouflé polychrome plus grand que nature et datant du début du XVe siècle ; selon la légende, un lépreux se serait allongé sur la statue en implorant la guérison : la maladie se serait alors transférée à la statue. Une statue en marbre de saint Jacques de Compostelle, de la même époque, orne désormais le porche nord.

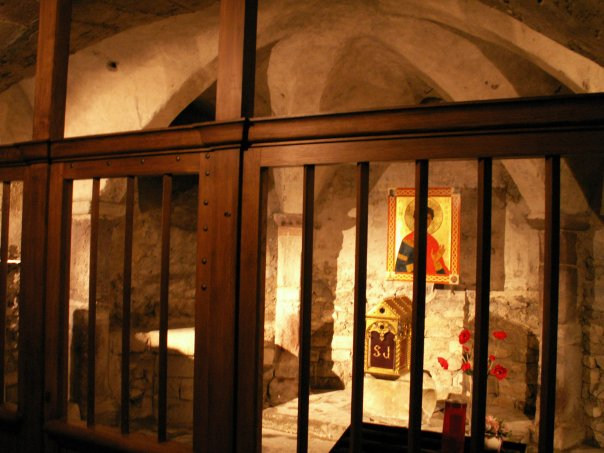
Crypte et reliques de saint Julien.
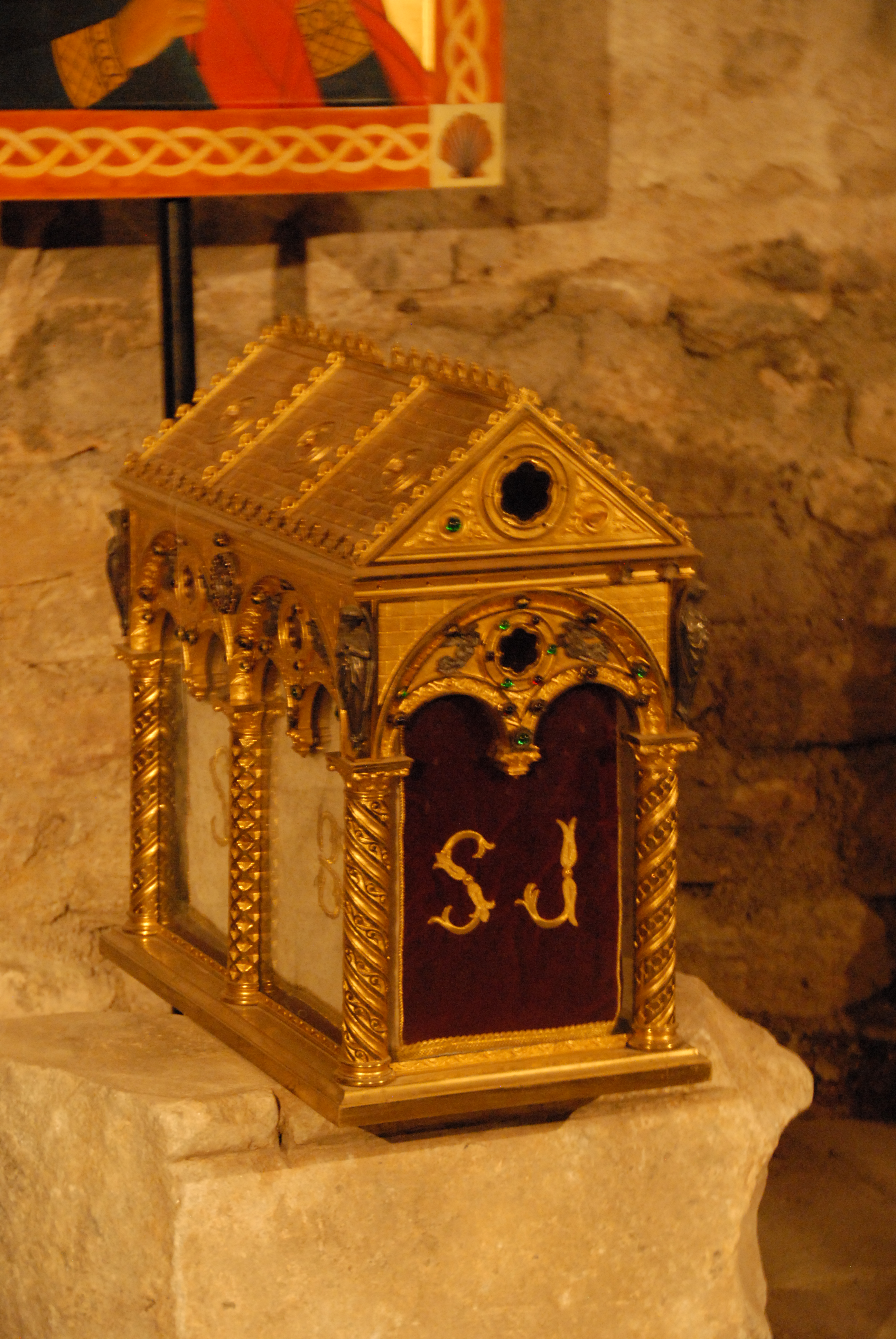
Reliques de Julien.
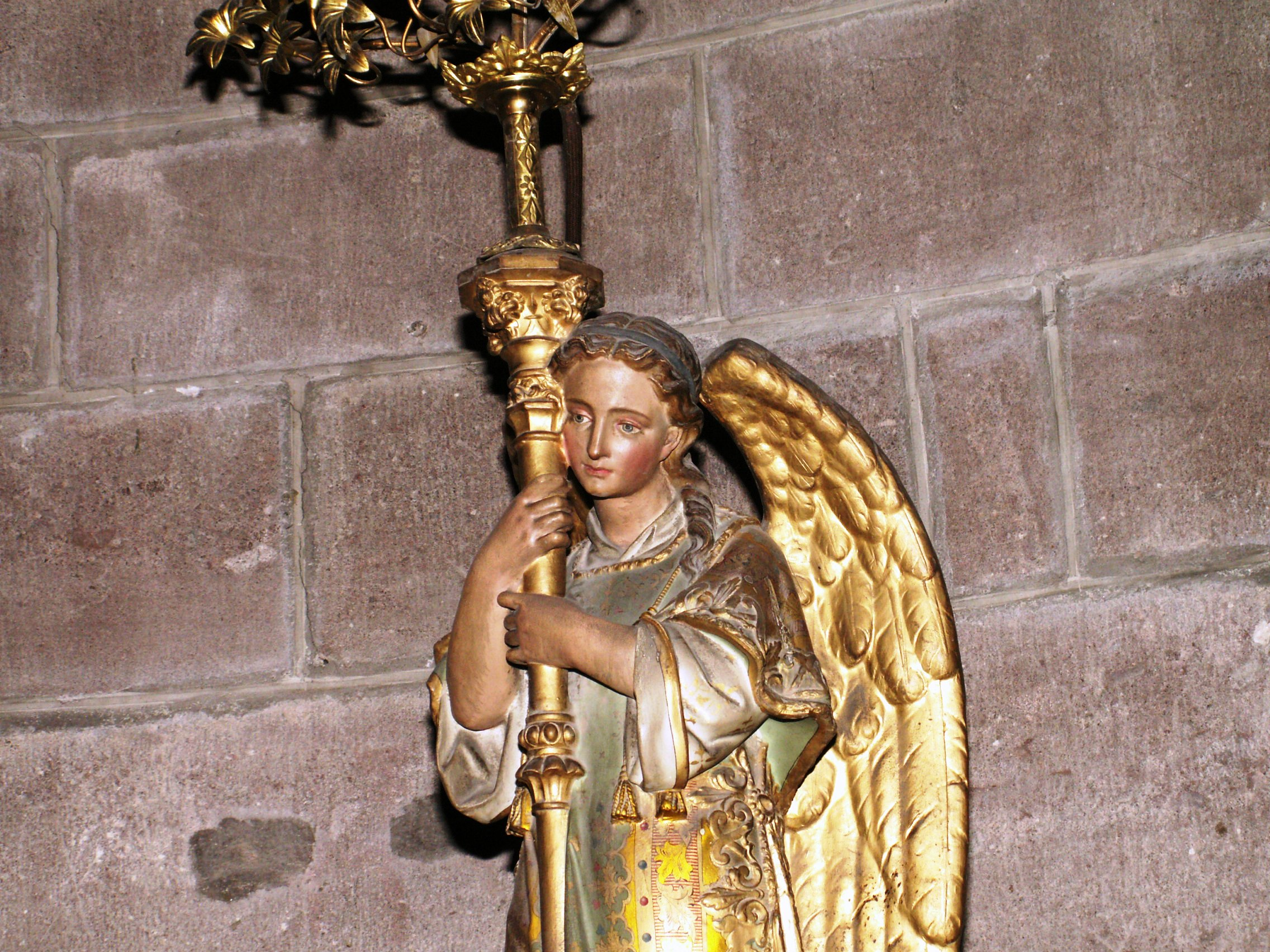
Ange de la chapelle axiale.
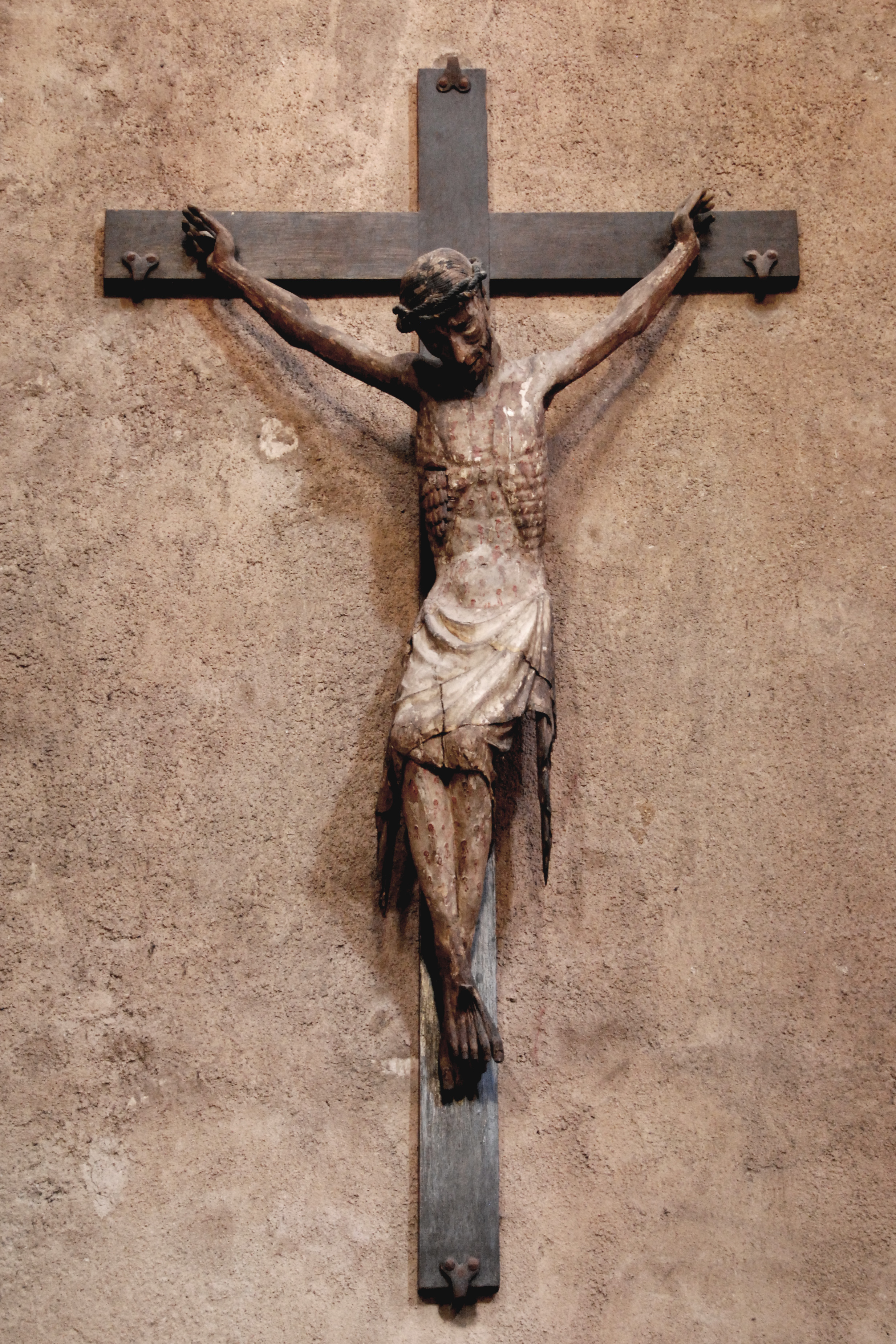
Christ en croix.
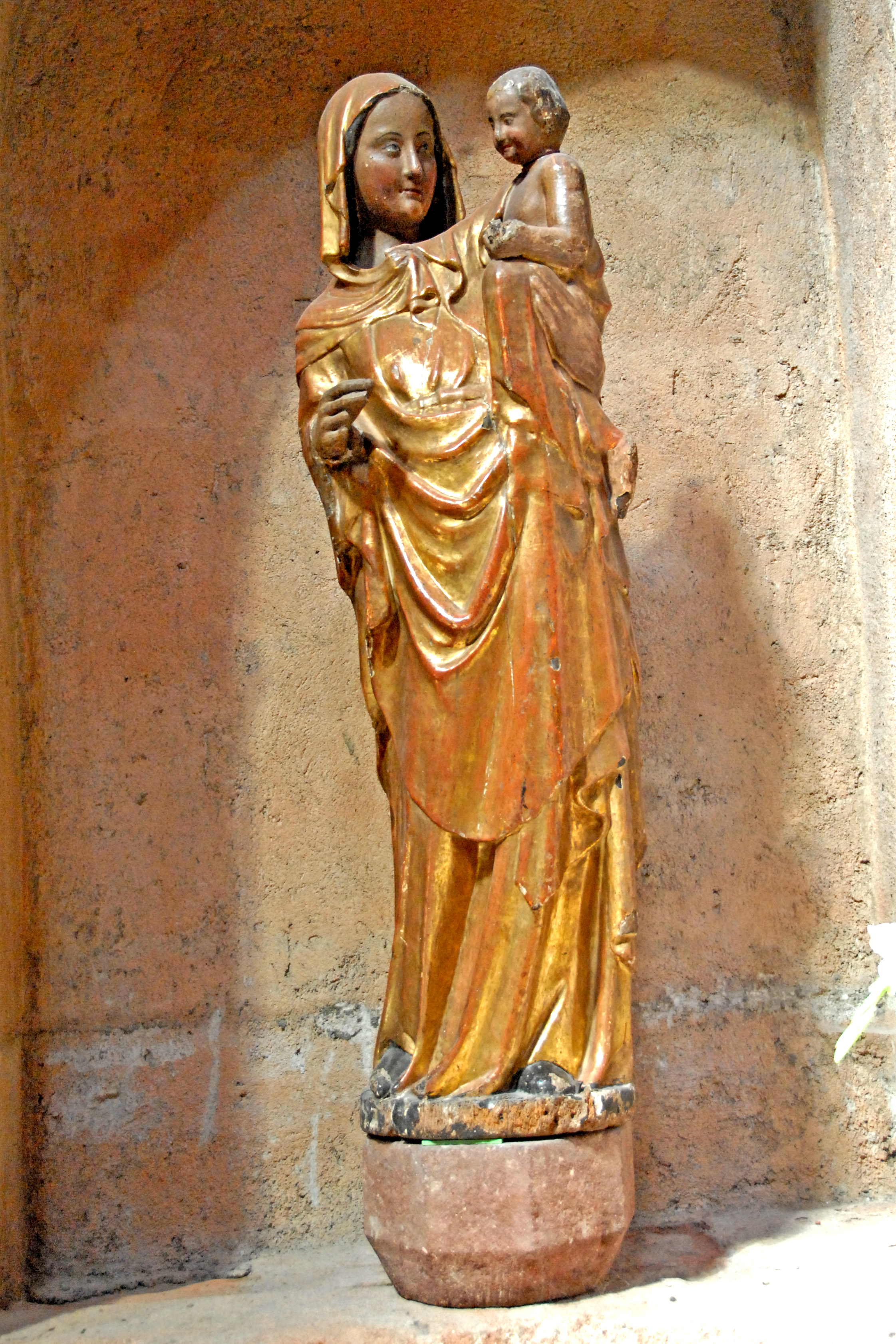
Vierge gothique.
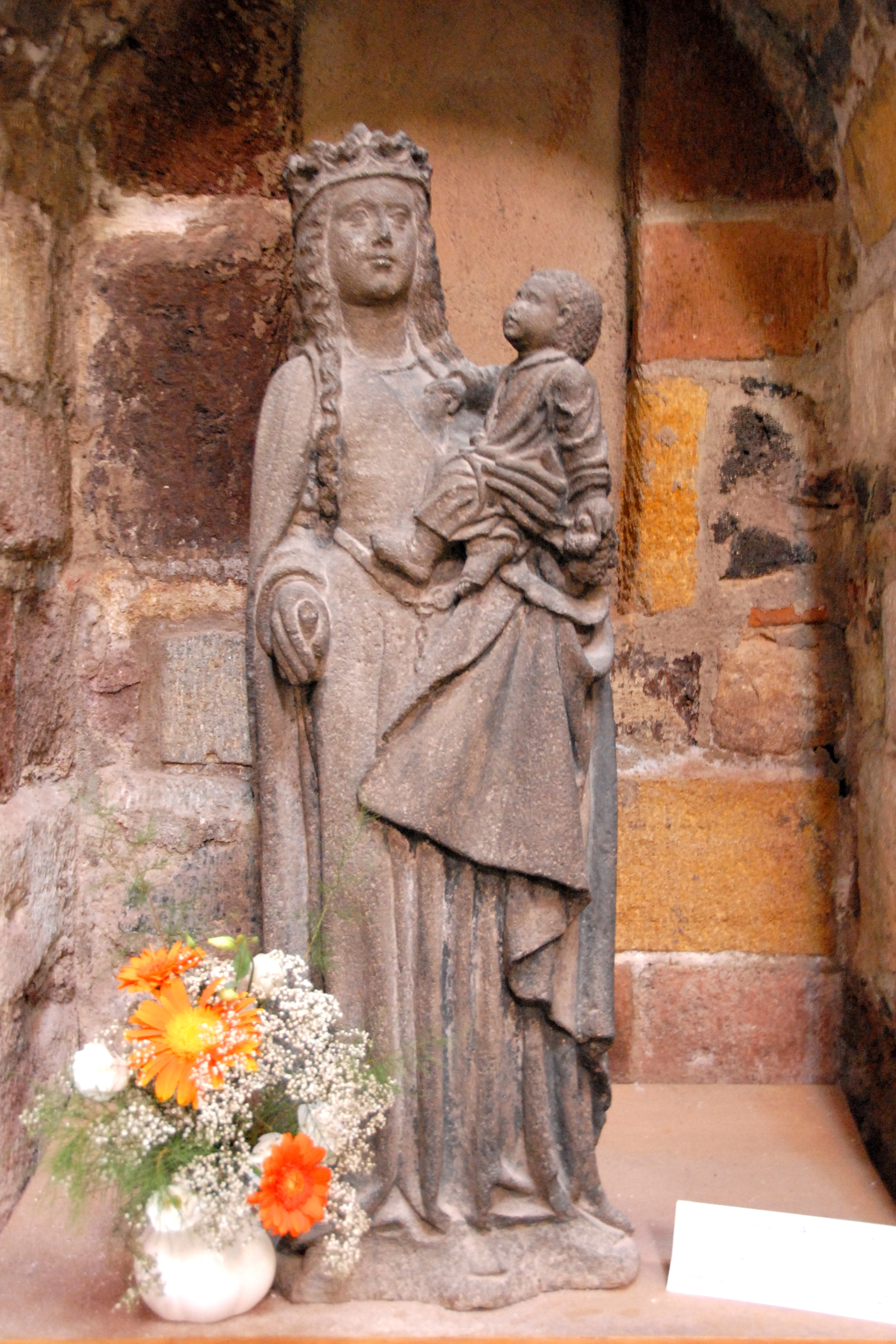
Vierge à l'enfant.
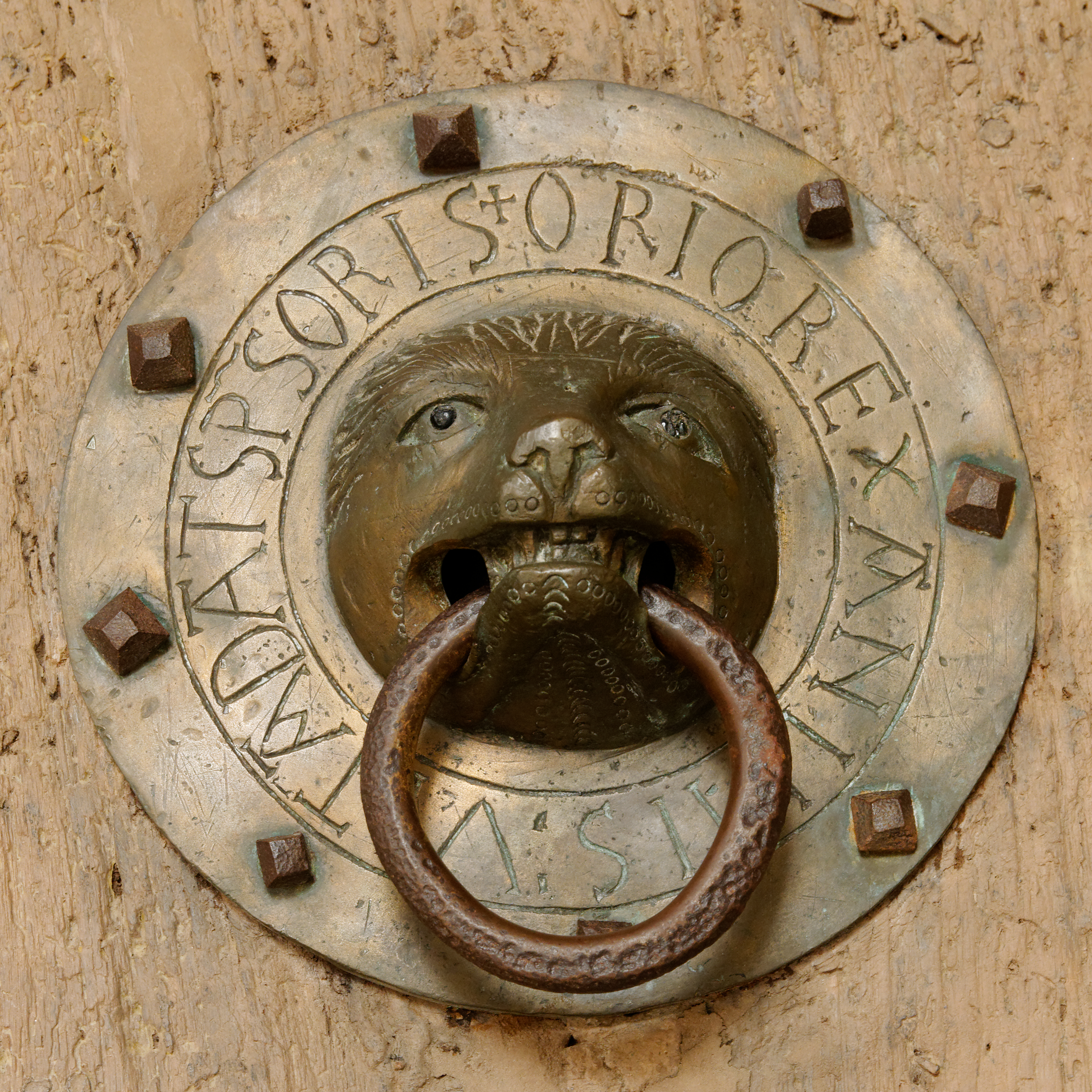
Porte Sud.

### Les fresques
La restauration de 1957 a débarrassé les murs de leur badigeon et redonné au grès sa couleur chaude. Elle a également permis de mettre au jour 140 m2 de décoration peinte. La chapelle Saint-Jean-Baptiste, dans le déambulatoire, montre les quatre cavaliers de l'Apocalypse menés par le Christ et se dirigeant vers un ciborium ; une figure du Christ glorieux les surplombe, et, à sa gauche, l'apôtre Jean écrit sous la dictée du Saint-Esprit. Les piles supportant la tribune et quatre piles de la nef sont également ornées de peintures.
La chapelle Saint-Michel, dans la tribune sud de l'avant-nef, est également agrémenté de fresques du XIIIe siècle : sur la voûte, le Christ en gloire est entouré des quatre évangélistes, des anges et des saints, tandis que sur le mur de refend est montré, dans la partie basse, l'enfer, et, sur la partie haute, la victoire des archanges Michel et Gabriel sur Satan. Le mur de la chapelle Saint-Michel montre la victoire du Christ sur Satan : le Christ a triomphé puisque Satan est dans les flammes de l'enfer. Plusieurs interprétations sont possibles. Dans les voûtes des anges proposent des calices et font des gestes précis. Plusieurs symboles montrent les anges en défenseur des croisades. Le thème de la quête du Saint-Sépulcre qu'on retrouve dans la partie du chœur est donc également figuré ici.
Les vitraux anciens de l'église ont disparu lors de la Révolution française. Les vitraux contemporains sont l'œuvre de François Baron-Renouard en 1983 et du dominicain Kim En Joong en 2008.

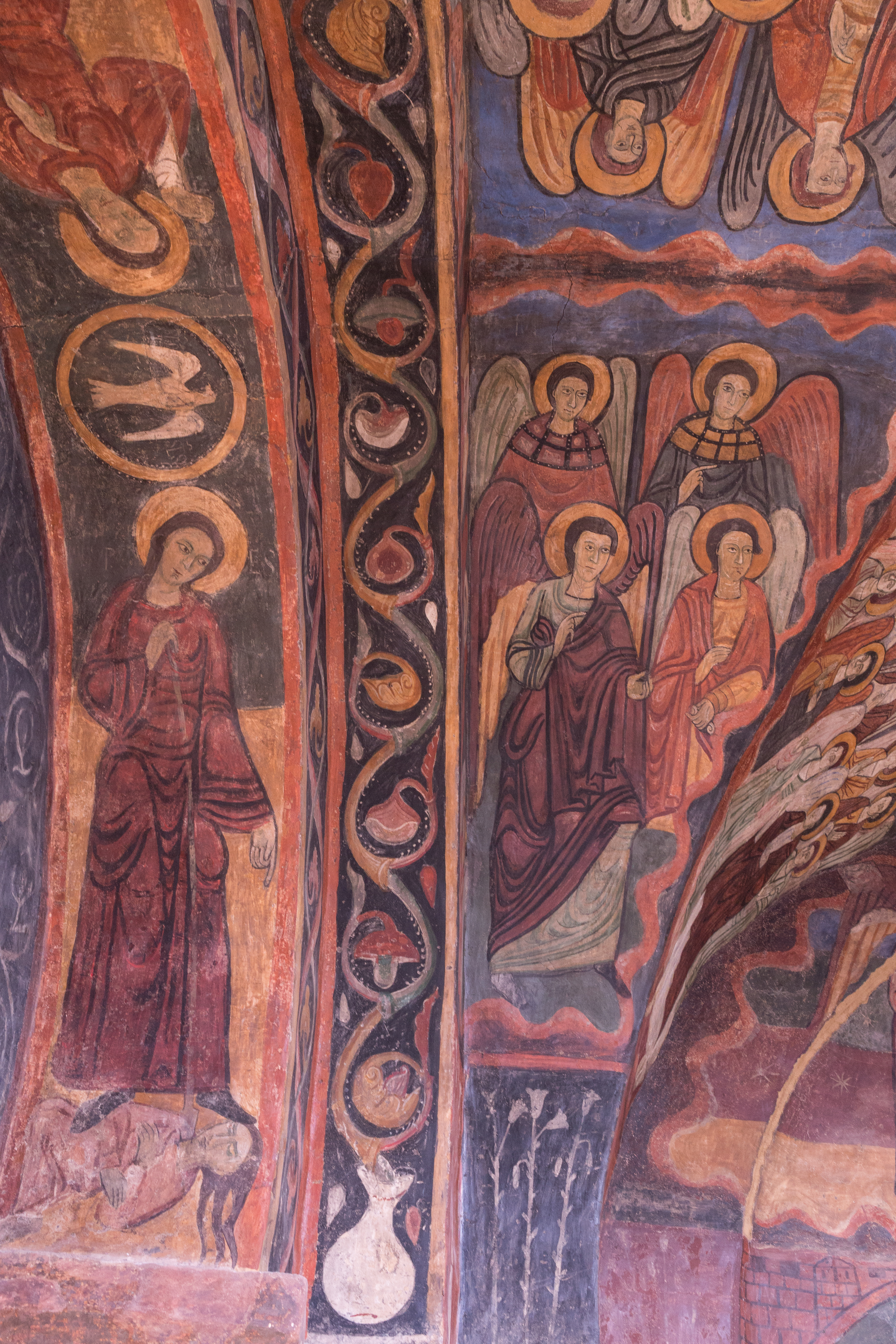
Les vices, le saint Esprit et des anges.
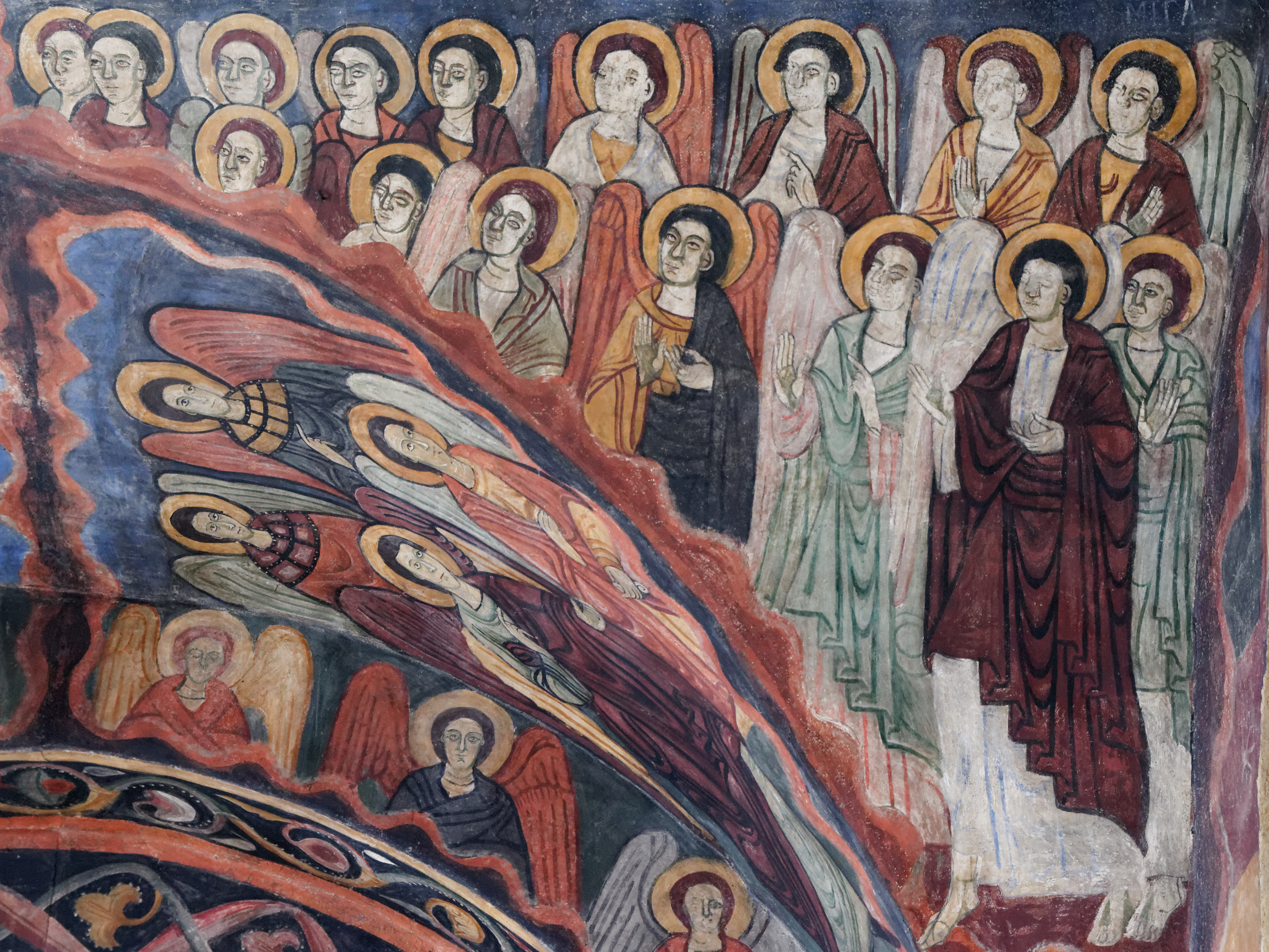
Anges aux calices.
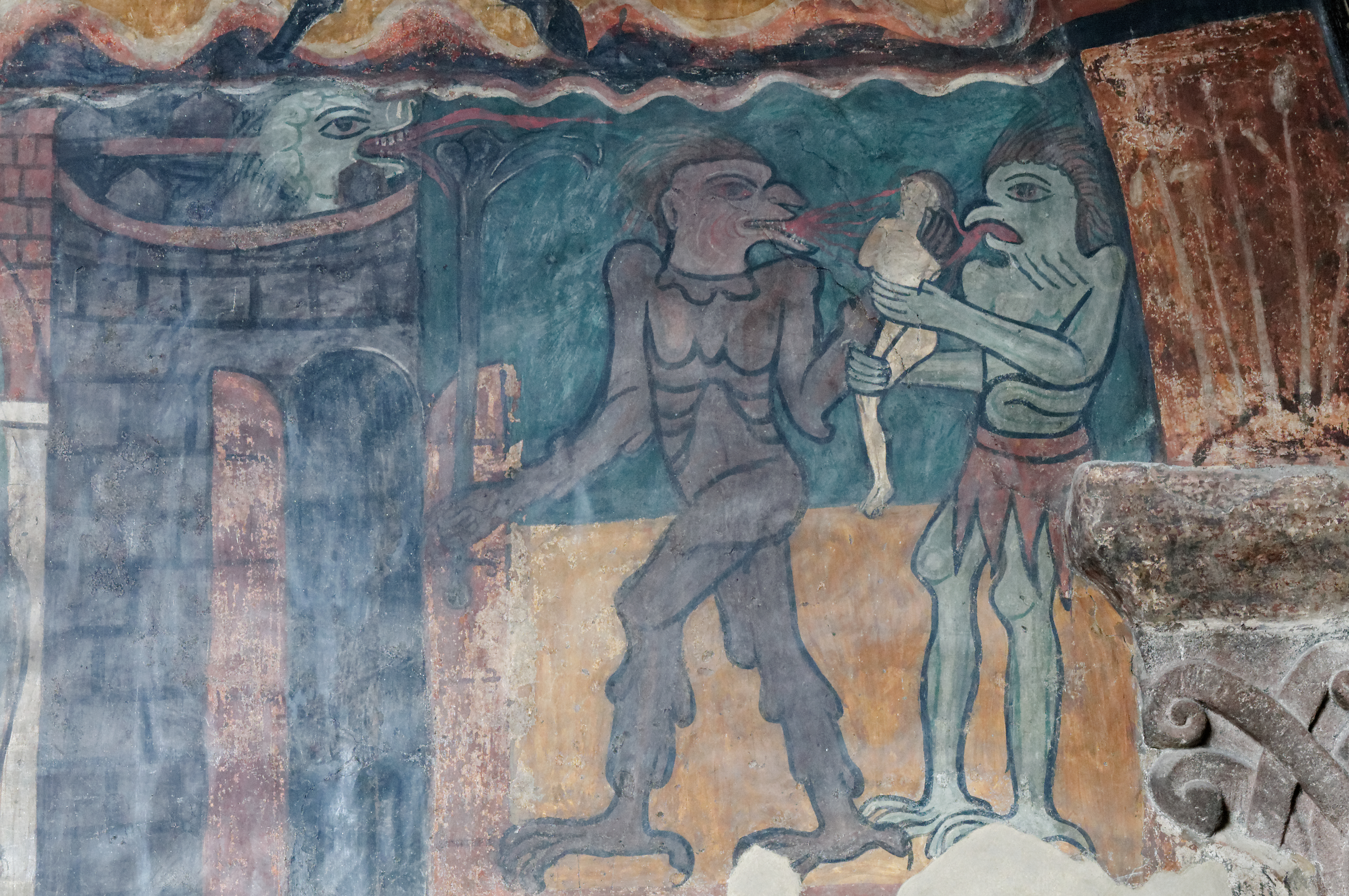
Les démons prennent les âmes.
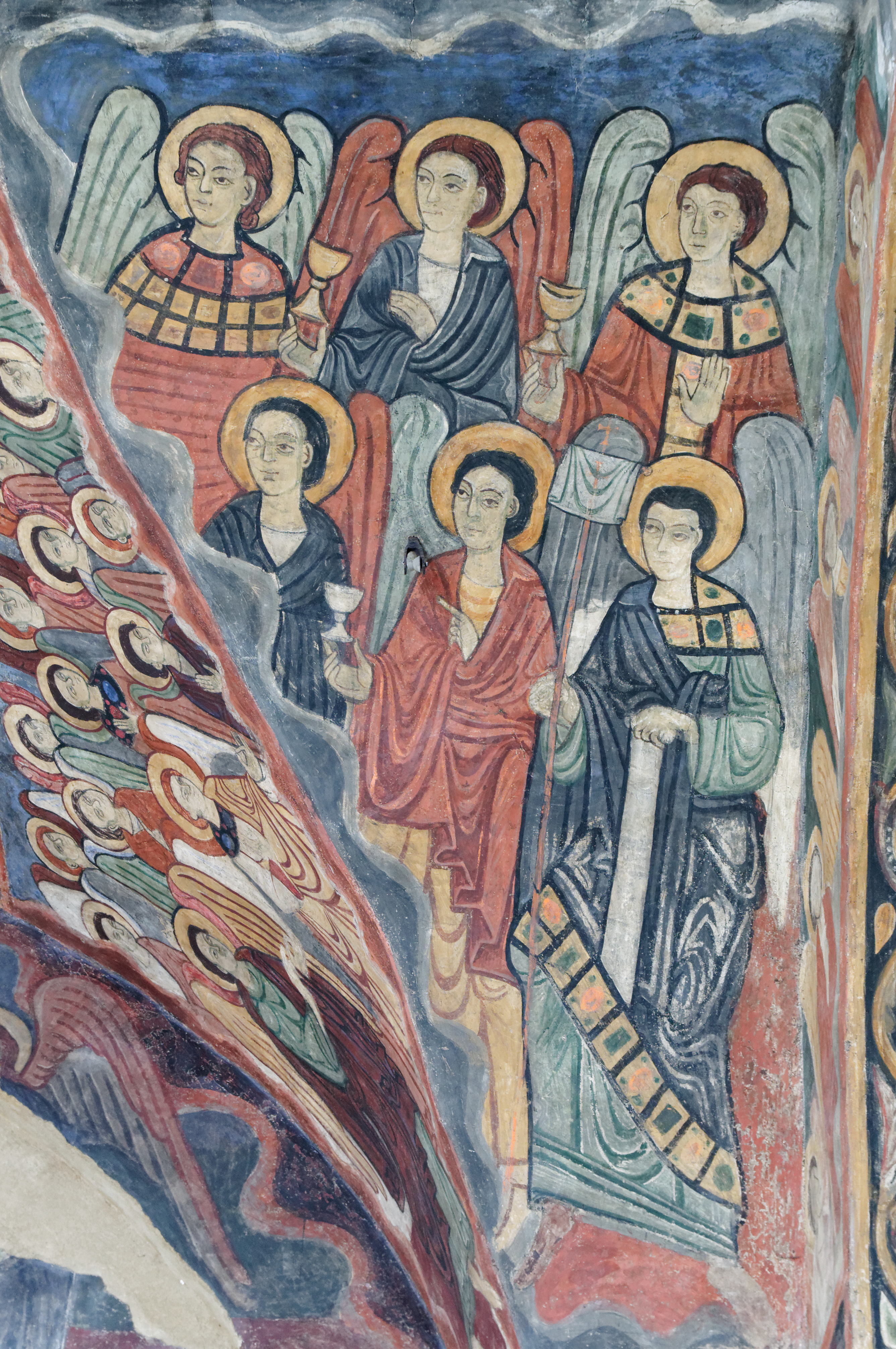
Anges « byzantins » aux calices.
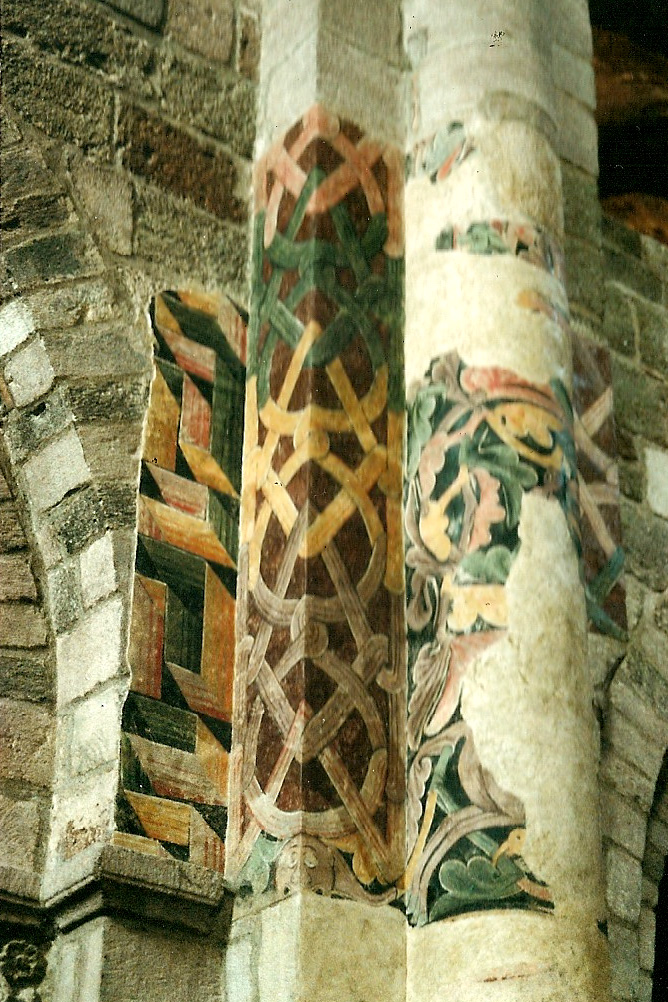
Le monde des marges ornementales.
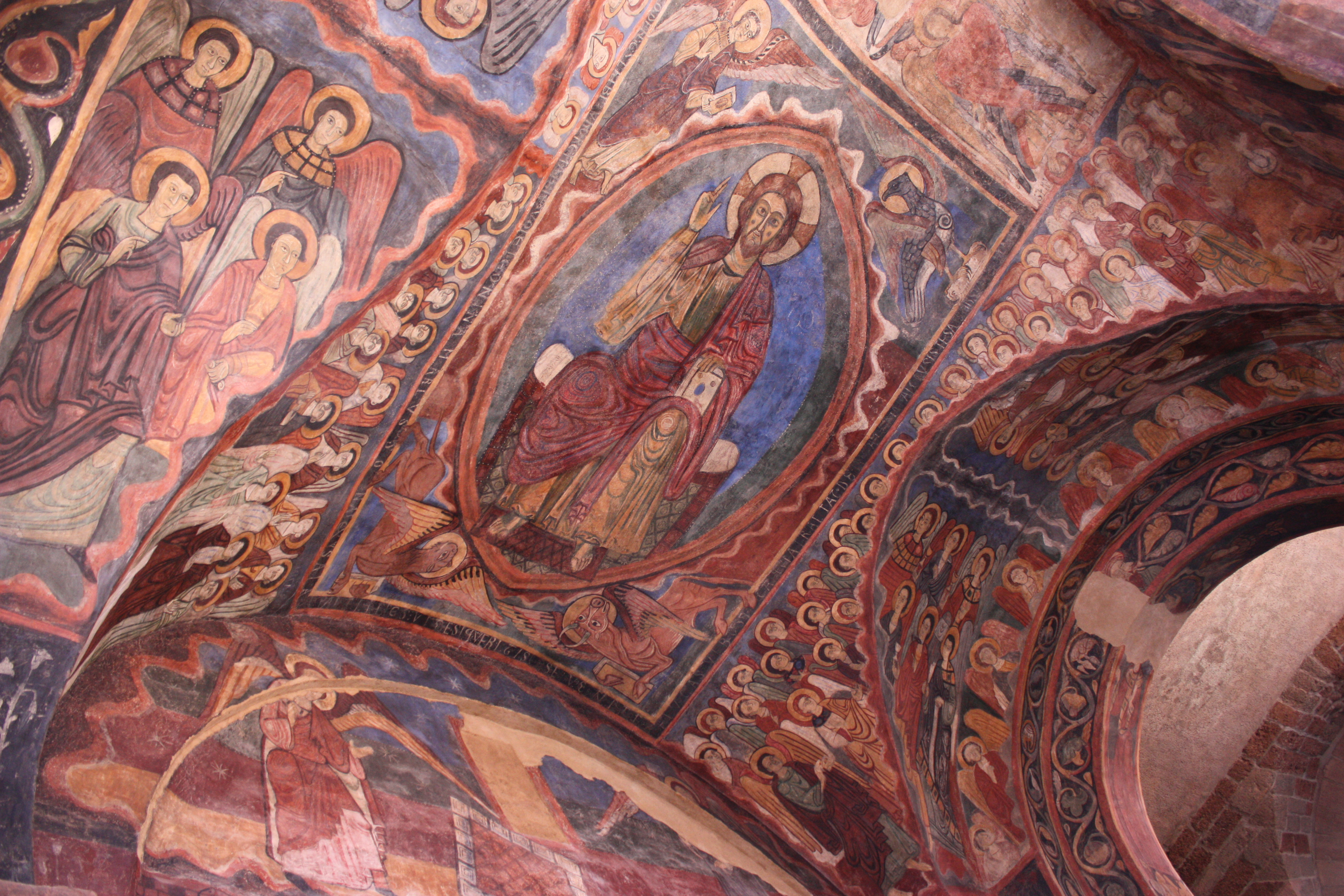
Le Christ a triomphé du mal et les anges appellent à la croisade.

### Les chapiteaux sculptés

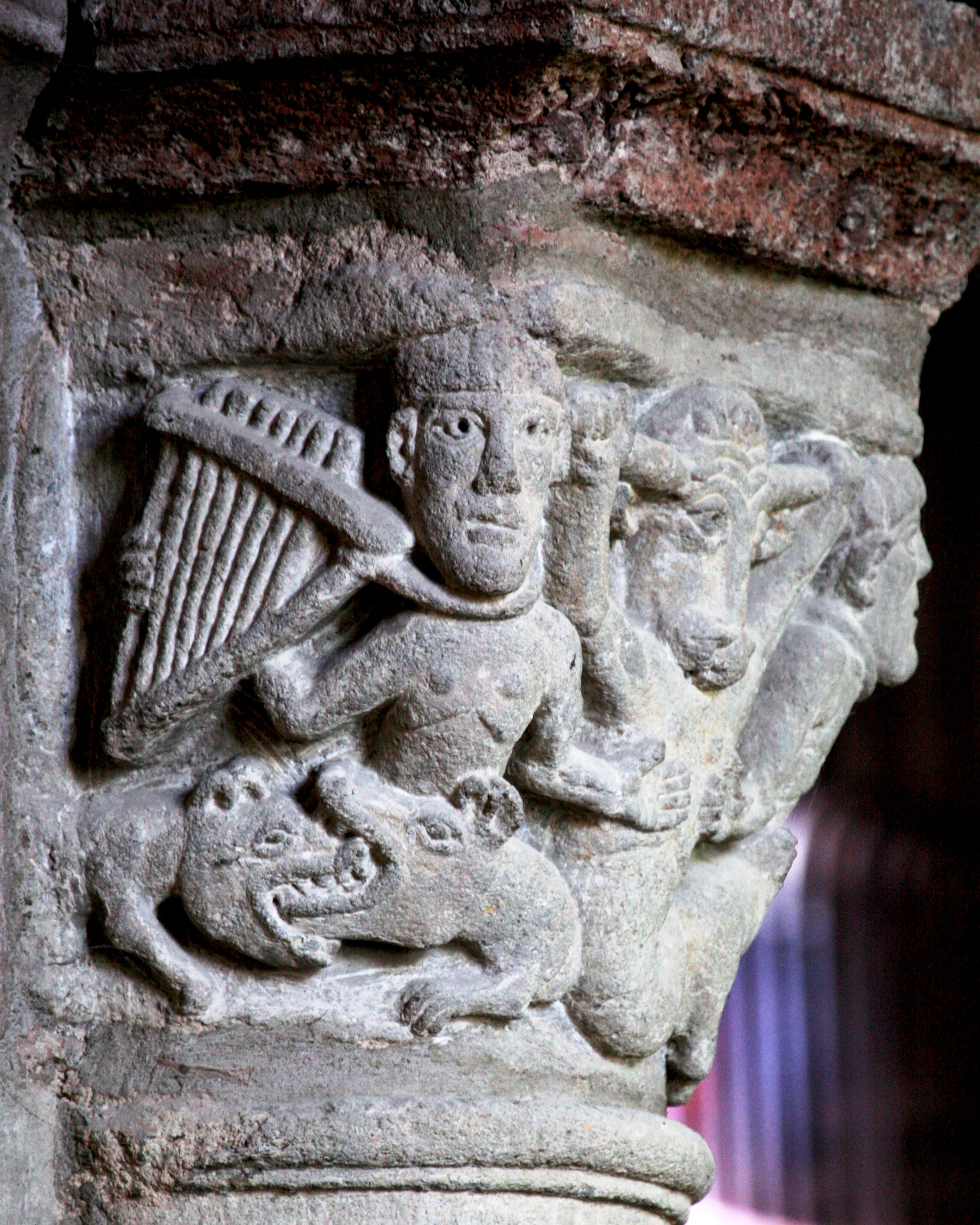
Photographie du minotaure.

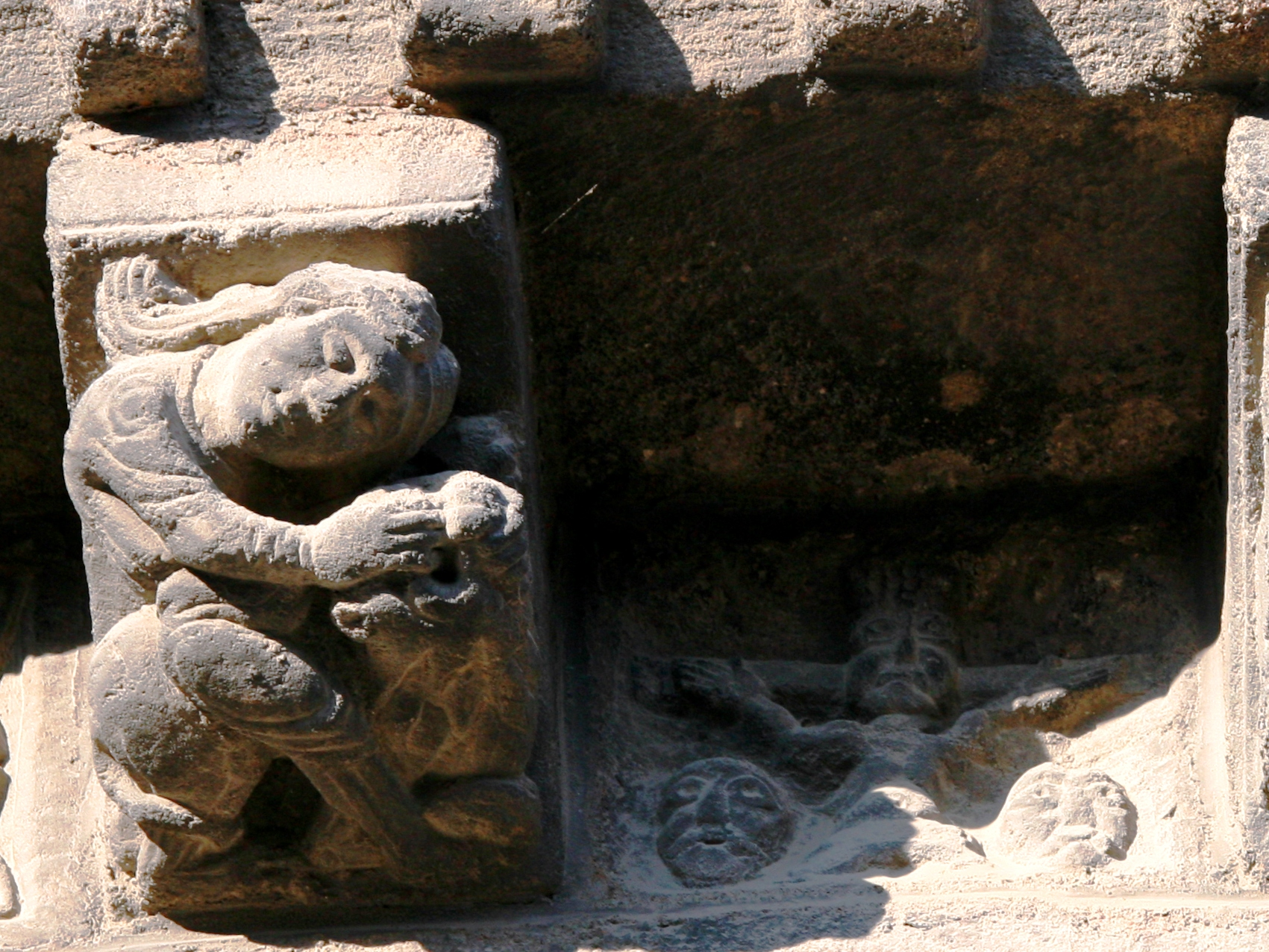
Samson et le lion et la crucifixion de Jésus-Christ, v. 1180, Chœur.

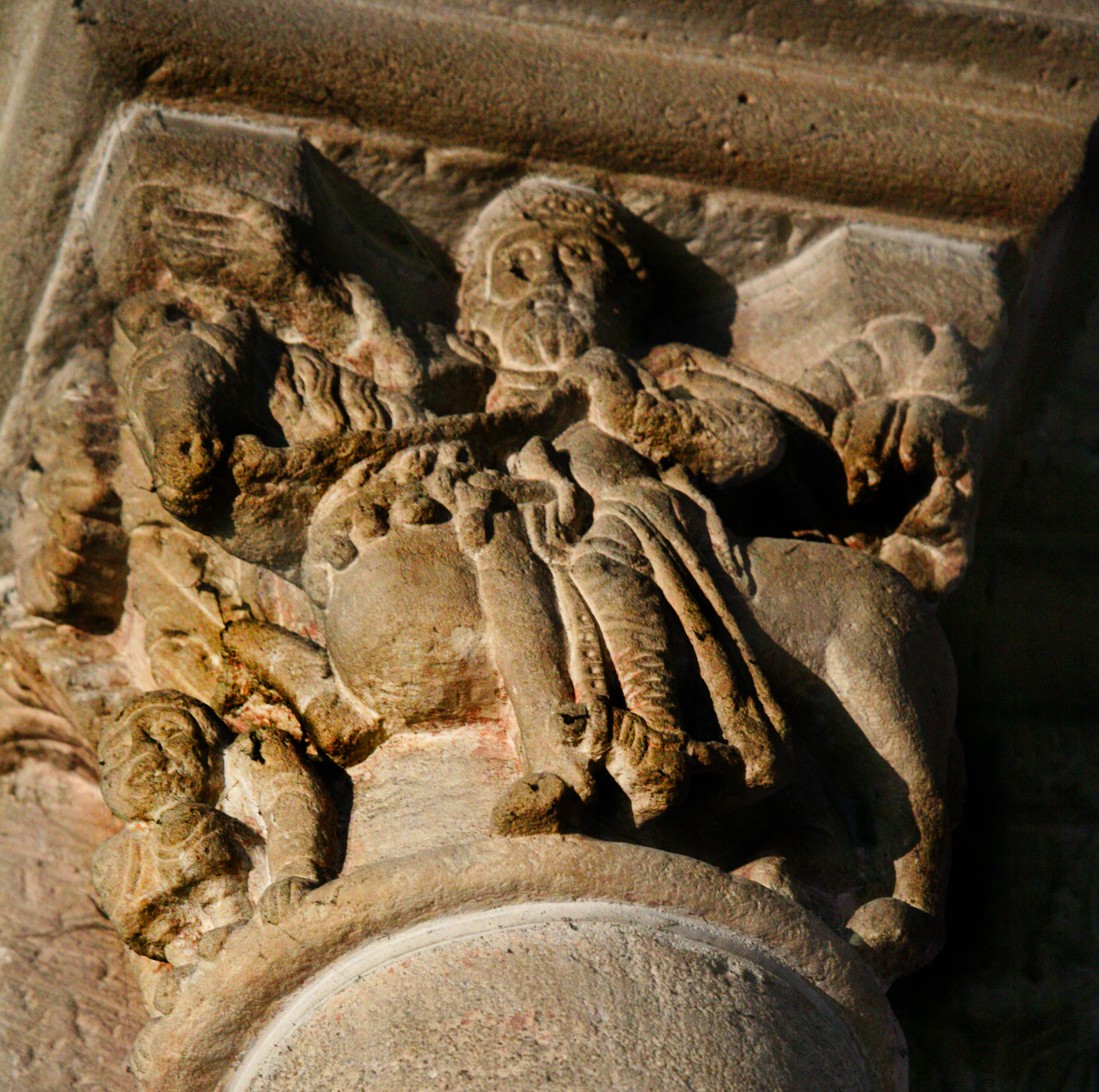
Croisé triomphant de l'Islam.

Il faut distinguer deux grandes phases : les chapiteaux romans et les chapiteaux gothiques.
Plusieurs phases de campagnes ont été réalisées. Plusieurs cycles iconographiques sont perceptibles introduisant la question de la culture savante et de la culture non savante. Peut-on voir les vices du chapitre canonial lui-même ? D'après une récente étude, on peut découper la basilique en deux : un cycle est dédié à la Résurrection et un autre au monde antique et légendaire.
Voici quelques chapiteaux de Saint-Julien. Le minotaure situé dans la nef fait partie d'un espace précis. Placé à proximité des sirènes jumelles, le minotaure de Brioude se tient les cornes. Il est coincé entre deux hommes jouant de la lyre situés devant des animaux se mordant. La récente thèse de Saint-Julien permet de situer ce chapiteau dans les différents espaces iconographiques de l'édifice. Différentes lectures de l'espace ont été proposées récemment. On remarque que les cycles du chœur s'étendent largement dans la nef : espace du chœur des chanoines.
Le chapiteau représentant un cavalier couronné marchant sur un homme représente un roi : un croisé triomphant. Ce chapiteau n'avait pas été étudié avant 2014. Il s'agit sûrement d'un chapiteau lié à celui des Saintes Femmes au tombeau qui est lui-même situé en face dans le chœur de Saint-Julien de Brioude. Le cavalier du chapiteau désigne de la main droite le chemin à suivre. Le cheval avance et soulève une patte afin d'éviter un homme accroupi. Les trois protagonistes ont tous la tête tournée en direction des corbeilles voisines. Ce type d'image a été expliqué par Kingsley Porter. Aussi Paul Deschamps pense que ce type d'iconographie évoque les croisades et la Terre sainte.
À Saint-Julien de Brioude le thème du Saint-Sépulcre est utilisé notamment dans les détails iconographiques et dans la liturgie. Le cycle du chœur permet au visiteur de voyager dans un monde légendaire antique et biblique : un voyage qui éveille la conscience du monde. Le coq du matin de Pâques, les Paons de la Résurrection, les croisés et les attaques du Christ (figuré en aigle) illustrent le sujet de la passion et de la Résurrection du Christ. Ces chapiteaux amènent progressivement le visiteur vers l'entrée du tombeau de Julien de Brioude. L'entrée du tombeau est associée à l'image de la Résurrection du Christ. Le tombeau du saint pouvait peut-être lui-même rappeler le Saint-Sépulcre.
« Samson et le lion » est représenté plusieurs fois dans la basilique. Un modillon reprend le thème représenté à l'intérieur du chœur. Samson lutte contre le lion tandis qu'en arrière plan se trouve la représentation de Jésus en croix. Cette représentation inédite en Auvergne montre la magnificence du chantier de Brioude. Le cycle sculpté du chœur est extrêmement travaillé.

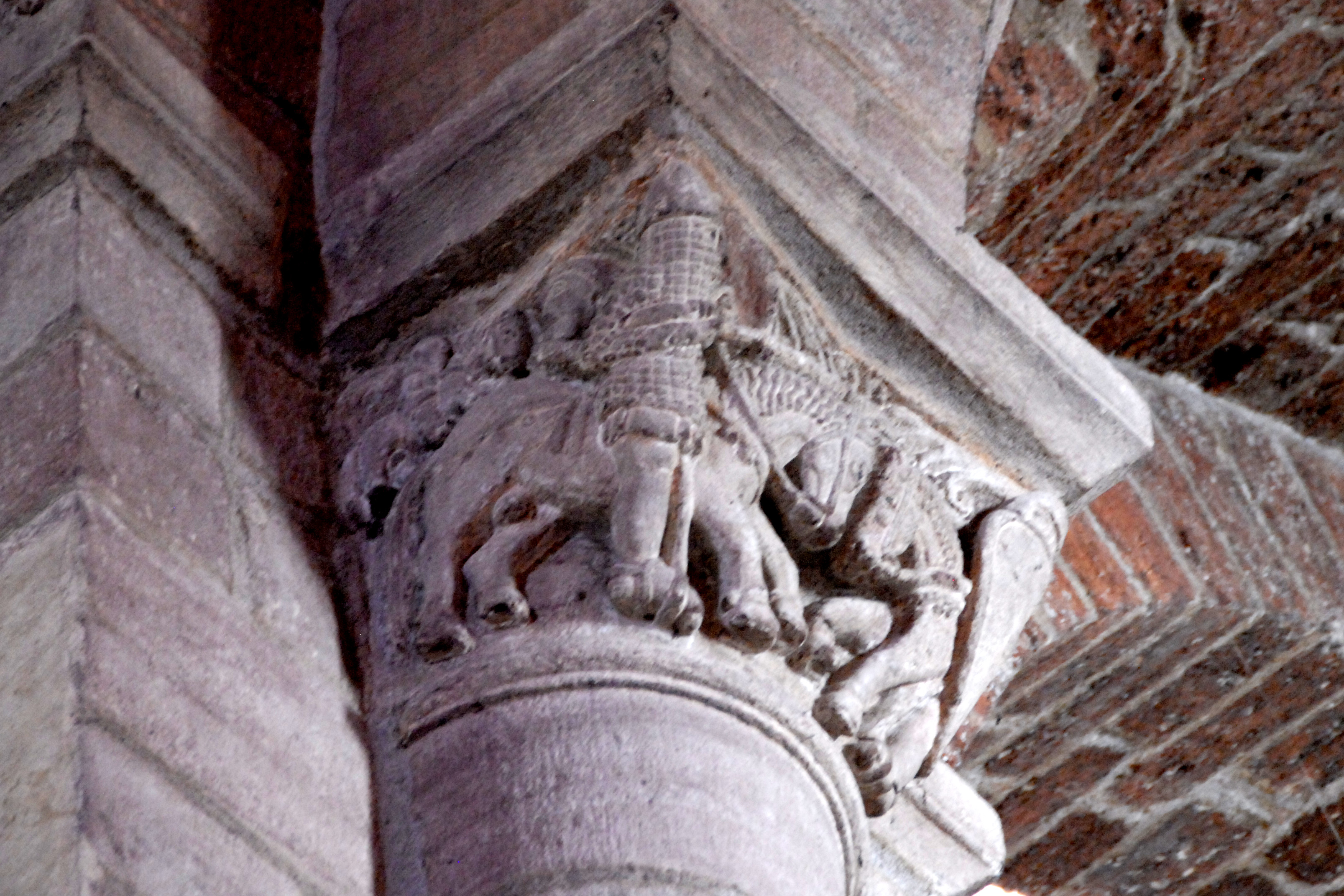
Les chevaliers (nef - cycle des légendes médiévales).
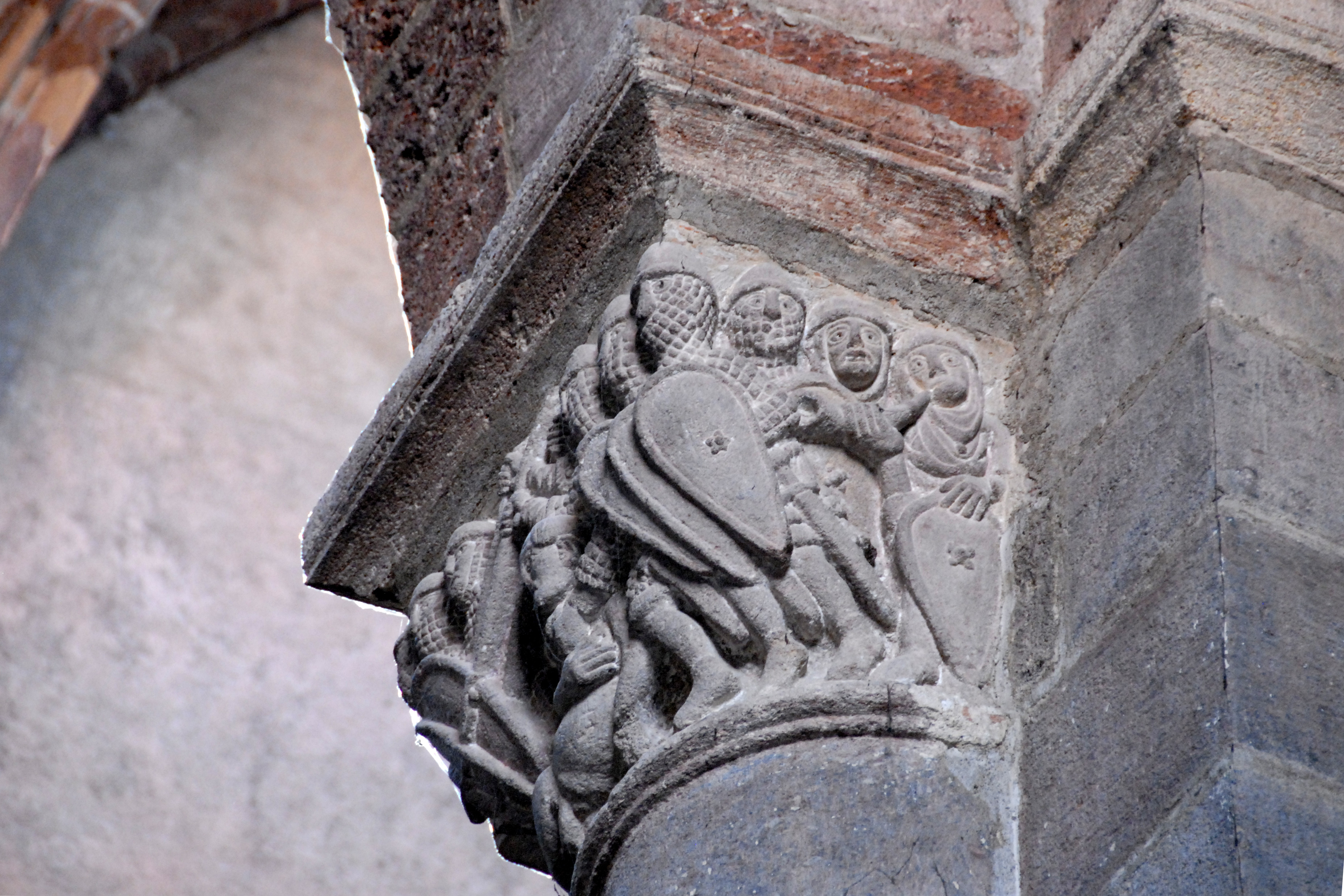
Les combattants en arme (cycle de la nef).
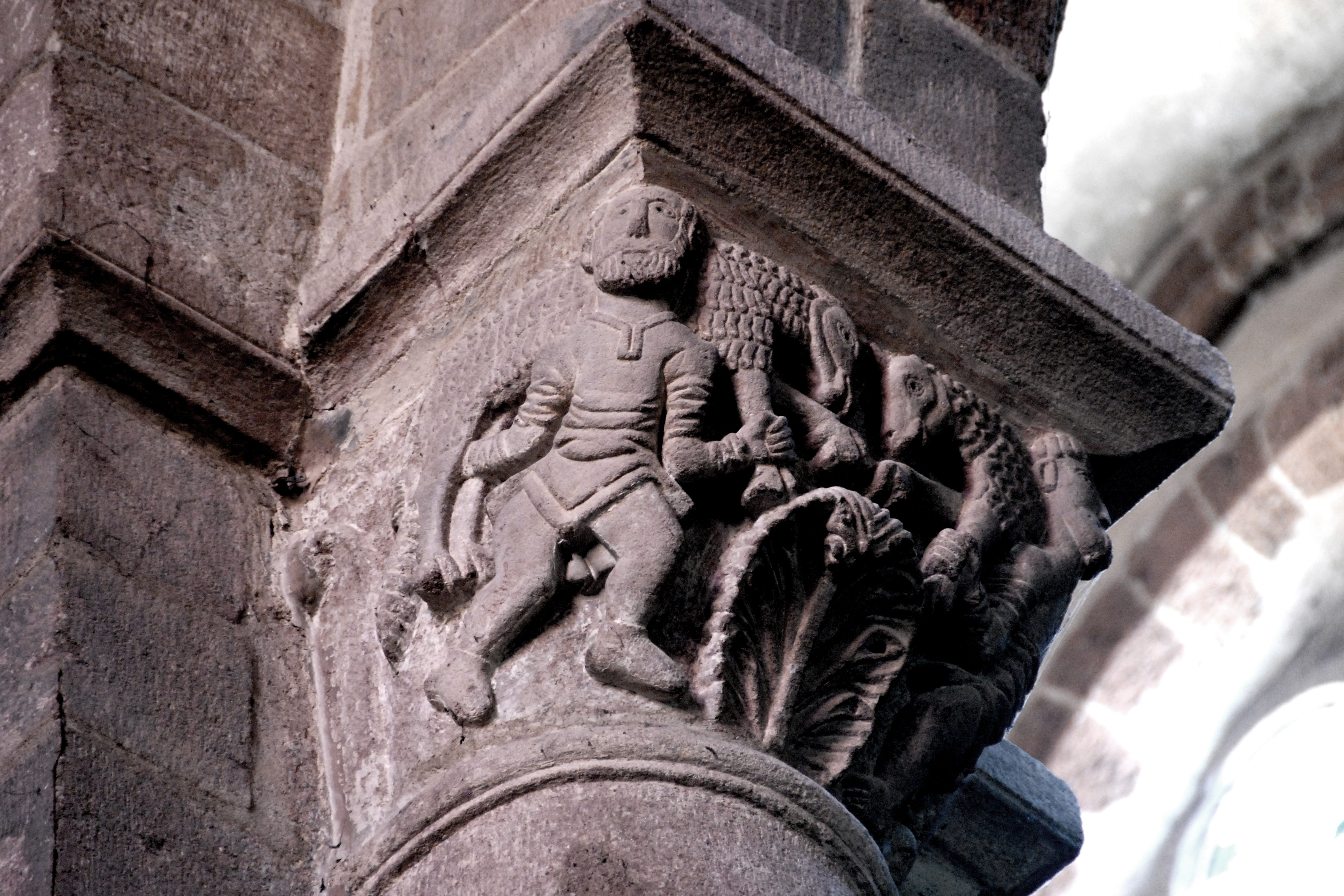
Porteurs de mouton (tribunes).
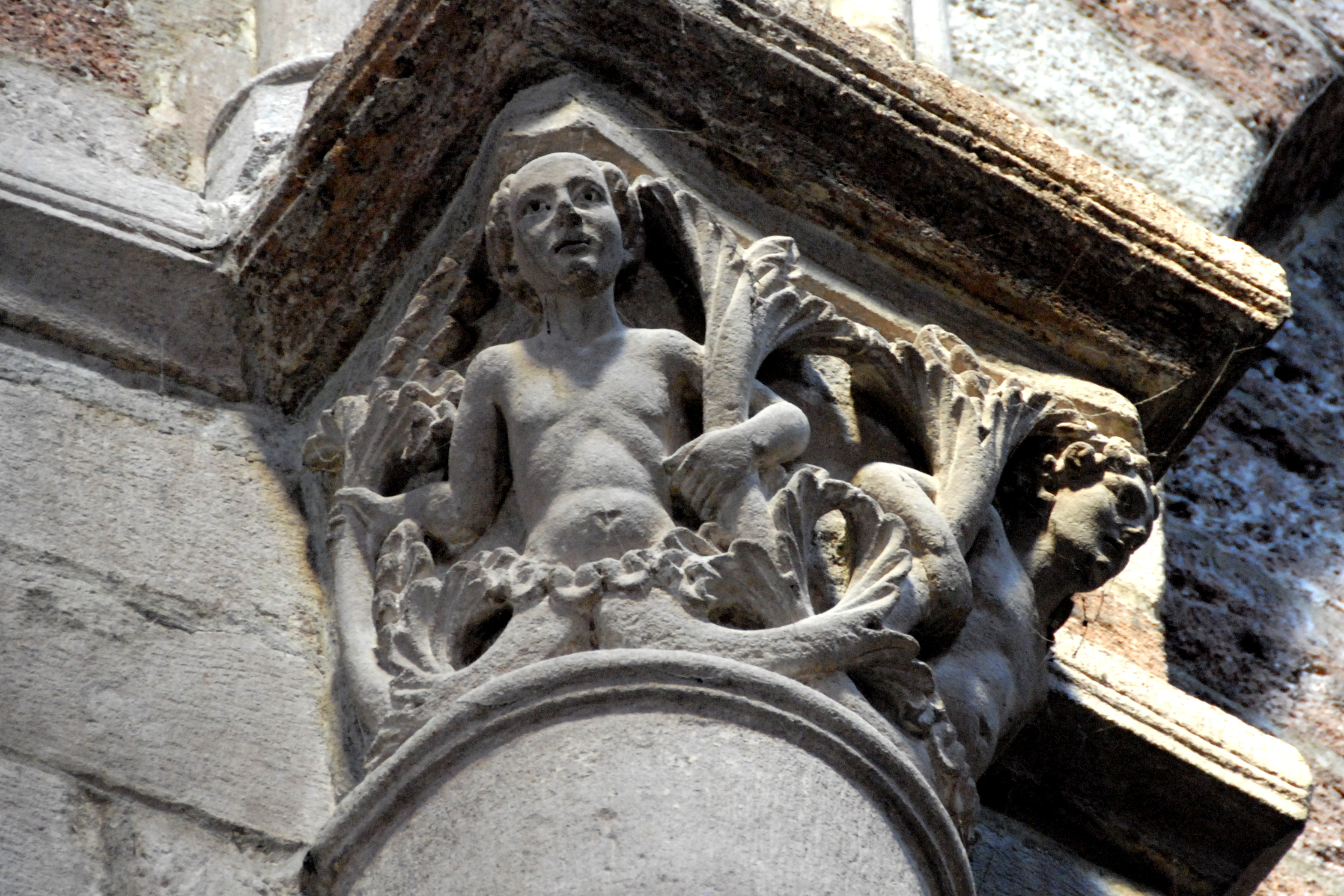
Tritons.
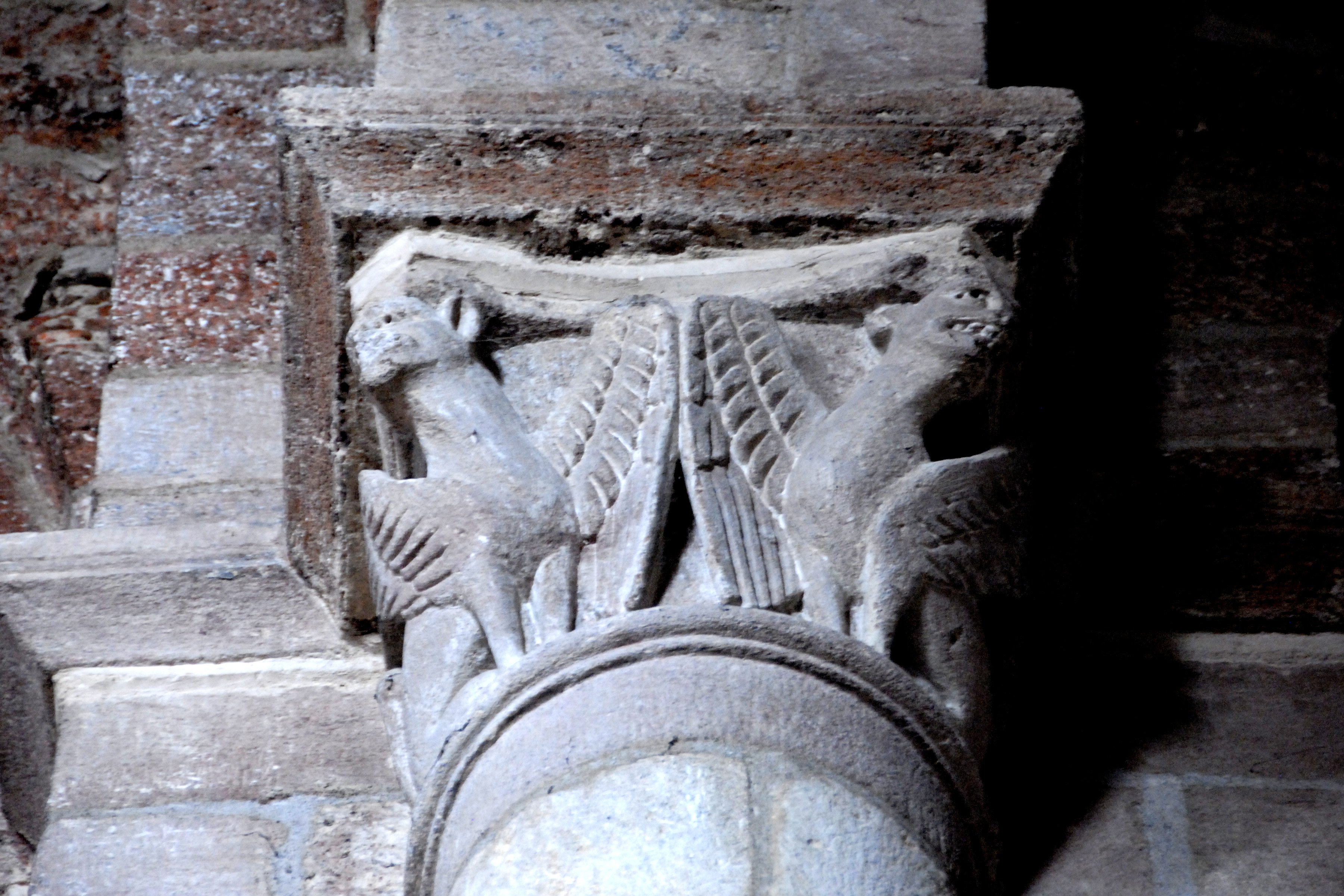
Griffons.
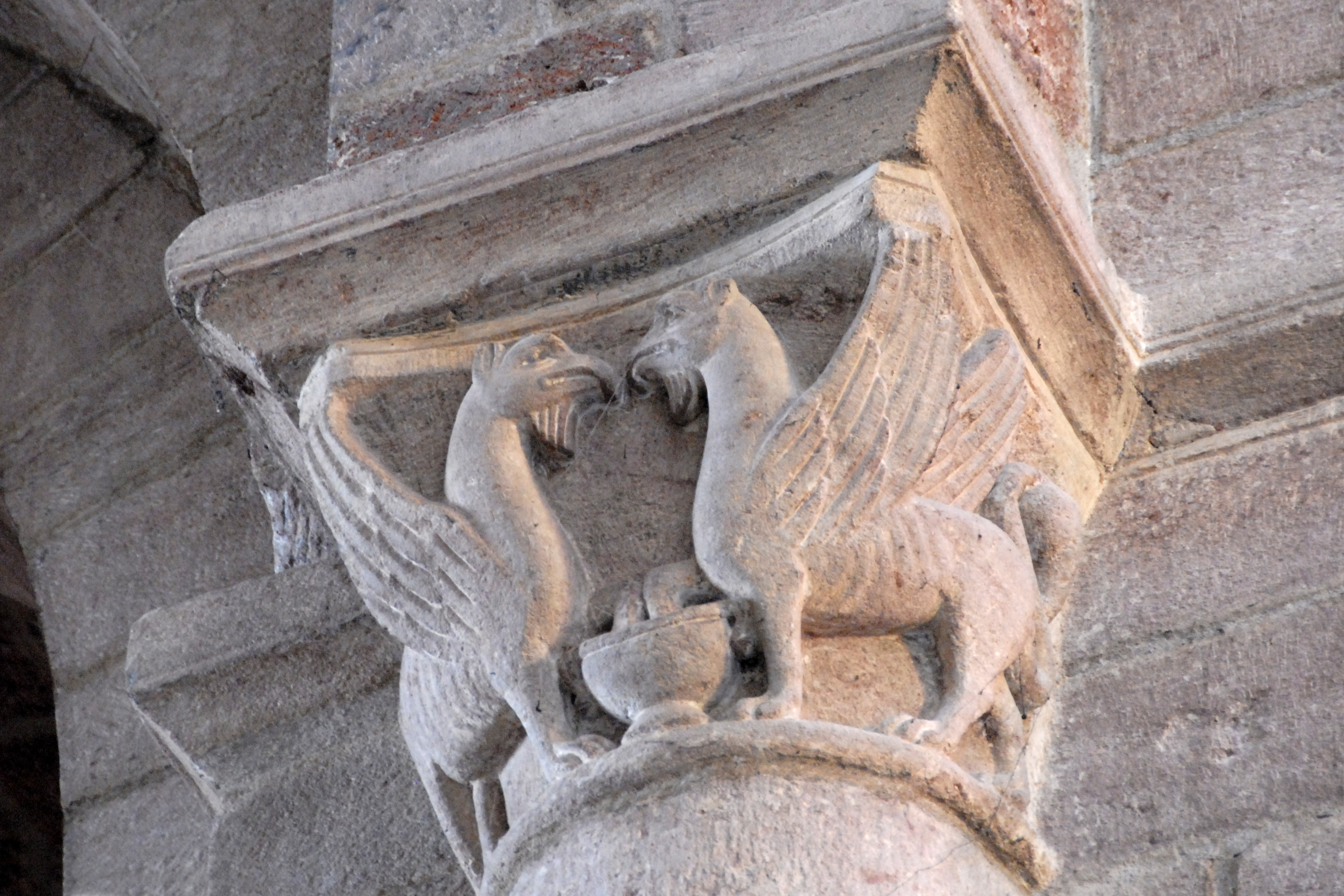
Griffons au calice.
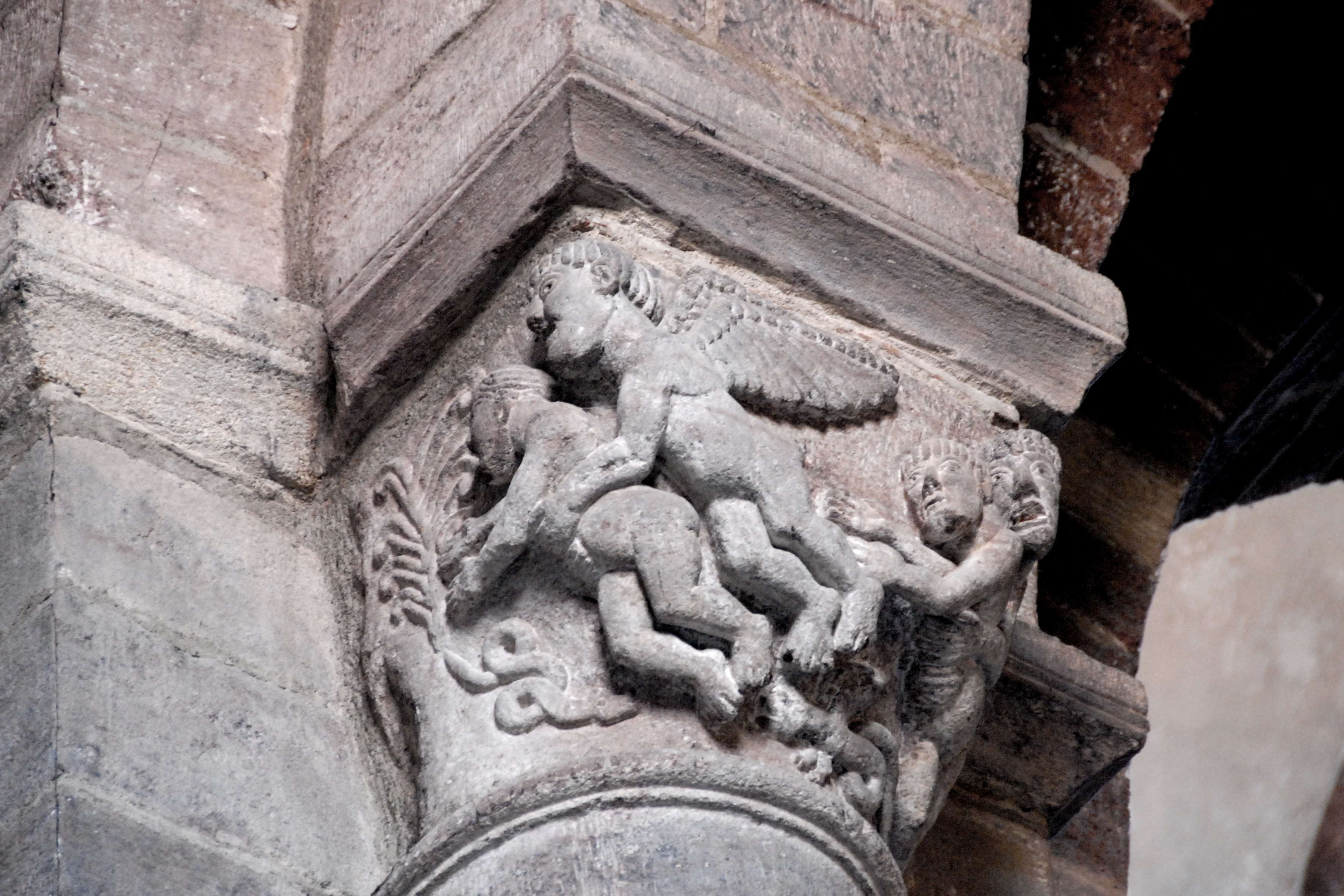
Enlèvement d'une âme.
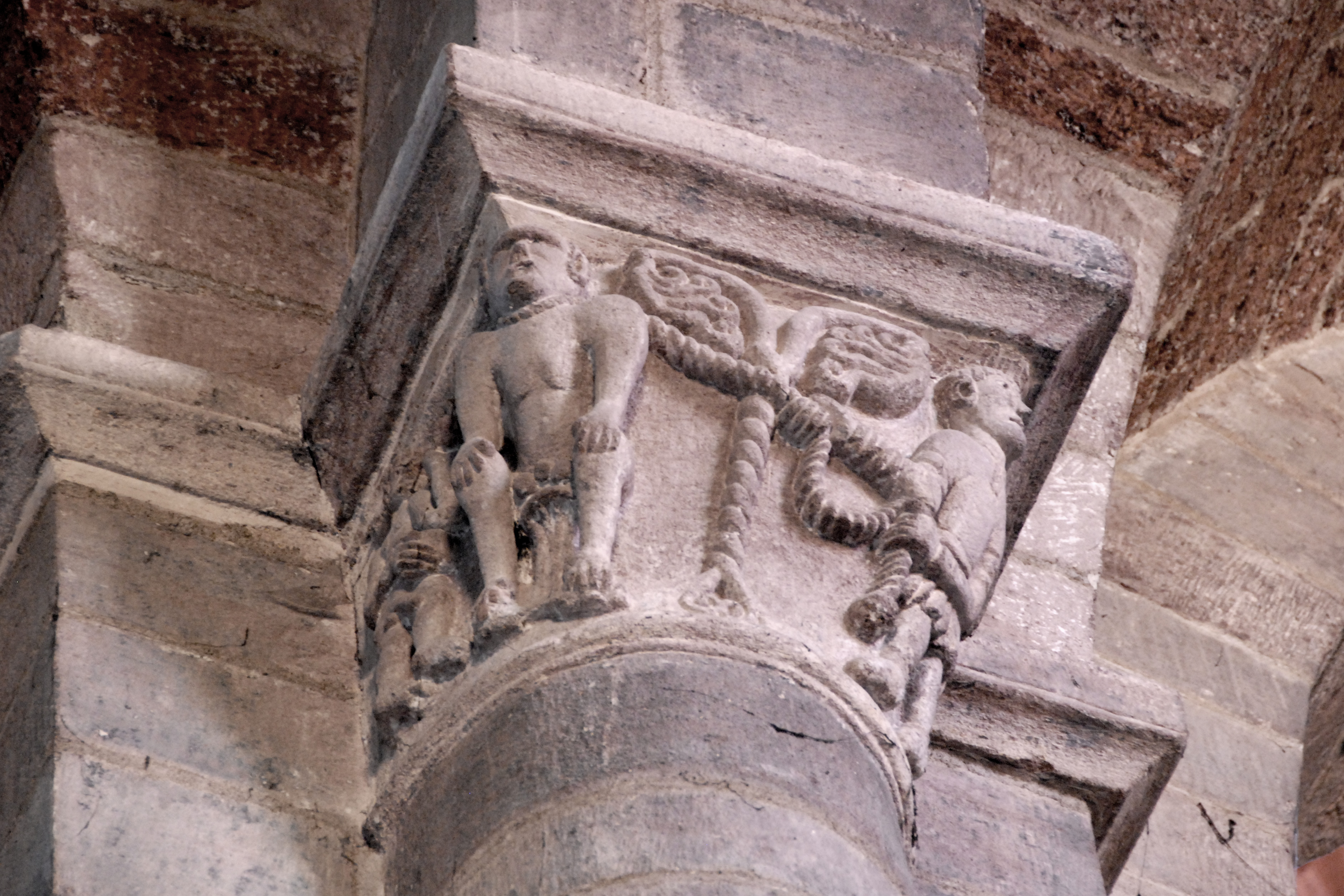
Singe cordé.
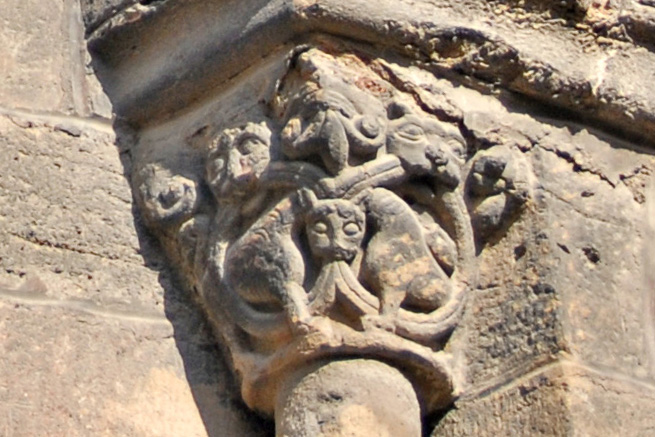
Félins malins.
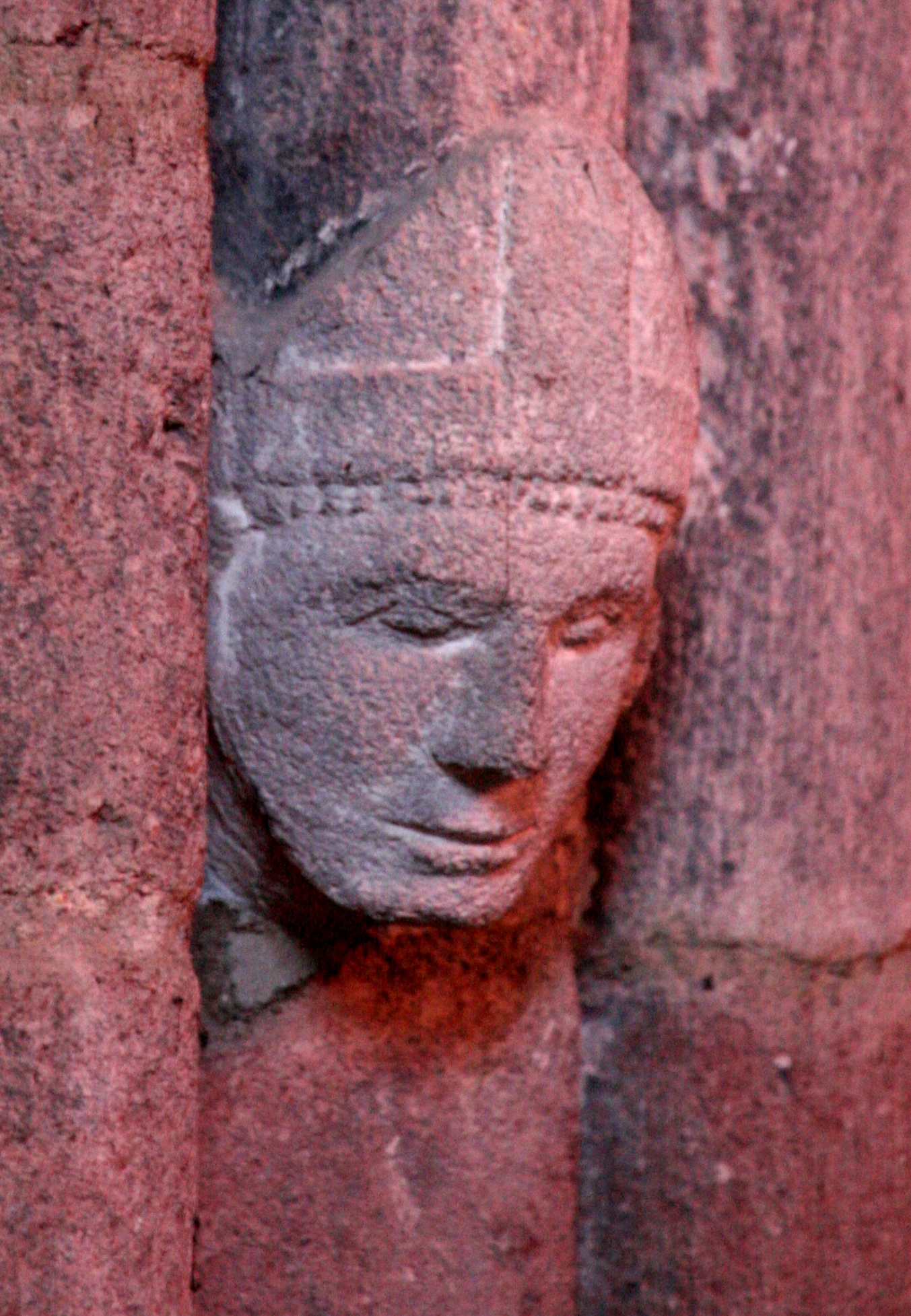
Tête portant mitre de Brioude (XIIIe siècle).